# Proteste a Hong Kong del 2019-2020
Le proteste a Hong Kong del 2019-2020 sono state una serie di manifestazioni iniziate il 15 marzo 2019 contro la proposta di emendamento della legge sull'estradizione dei latitanti verso paesi con cui Hong Kong non possedeva accordi in merito, in particolare la Repubblica Popolare Cinese. Le proteste, diminuite gradualmente d'intensità durante il 2020 con l'emergere della pandemia da Covid-19, hanno rappresentato le manifestazioni con la più grande partecipazione popolare della storia di Hong Kong.
Le proteste sono sorte per timori che tale legislazione avrebbe violato la linea di demarcazione tra i sistemi legali/giuridici (noti anche come "un Paese, due sistemi") tra Hong Kong e la Cina continentale, sottoponendo i residenti di Hong Kong e quelli che passavano per la città alla giurisdizione de facto dei tribunali controllati dal Partito Comunista Cinese. Il disegno di legge è stato proposto per la prima volta dal segretario alla sicurezza John Lee nel febbraio 2019. Demosistō ha organizzato un sit-in di protesta al Complesso del governo centrale il 15 marzo, è stata la prima protesta contro il disegno di legge sulle estradizioni. La prima processione è avvenuta il 31 marzo con una partecipazione di 12 000 manifestanti. Il movimento ha acquisito maggiore slancio a seguito di una seconda processione il 28 aprile, attirando circa 22 800 persone secondo la polizia, mentre gli organizzatori ne hanno rivendicati 130 000.
A partire da giugno, sono seguite molte manifestazioni, alcune delle quali hanno attirato centinaia di migliaia di persone. La protesta del 9 giugno ha visto la partecipazione di 240 000 persone secondo fonti della polizia, oltre 1 milione di persone secondo gli organizzatori. Il 12 giugno, il giorno in cui il governo aveva tentato di presentare il disegno di legge per la sua seconda lettura, le proteste fuori dal quartier generale del governo si sono trasformate in violenti scontri. Le accuse di brutalità poliziesca hanno messo a dura prova il rapporto tra polizia e manifestanti, stampa e professione medica; la responsabilità per la brutalità della polizia è diventata una delle richieste dei manifestanti nelle successive proteste. La marcia di protesta del 16 giugno ha visto la partecipazione di quasi 2 milioni di persone, secondo gli organizzatori; fonti di polizia hanno stimato 338 000 manifestanti.
Mentre la città festeggiava il 22º anniversario della indipendenza britannica avvenuta nel 1997, la marcia di protesta contro il governo organizzata da gruppi per i diritti civili ha avuto un'affluenza record di 550 000 persone, mentre la polizia ne ha stimate circa 190 000. Separatamente, centinaia di giovani manifestanti hanno preso d'assalto il Consiglio legislativo e hanno deturpato i simboli associati alla Repubblica popolare cinese e elementi pro-Pechino all'interno dell'edificio.
Il 9 luglio, il capo dell'esecutivo (governatrice) Carrie Lam ha dichiarato "morto" il disegno di legge sull'estradizione, usando un'ambigua frase cantonese che può essere tradotta come "morire di una morte pacifica". Ha definito gli sforzi effettuati per far modificare la legge un "fallimento totale". Lam non ha assicurato, tuttavia, che il disegno di legge sarebbe stato completamente ritirato o che qualsiasi altra richiesta dei manifestanti sarebbe stata presa in considerazione. Da luglio, l'ondata di proteste è continuata e alcune manifestazioni si sono intensificate e trasformate in scontri tra polizia, attivisti pro-governativi, pro-Pechino e residenti locali. Alla luce delle proteste in corso, diversi paesi hanno emesso delle avvisaglie ai viaggiatori verso Hong Kong.
Dopo l'assedio del Politecnico di Hong Kong, la netta vittoria senza precedenti dei partiti pro-democrazia alle elezioni del Consiglio distrettuale di novembre e la pandemia di COVID-19 all'inizio del 2020 hanno portato un po' di tregua. Le tensioni sono aumentate di nuovo nel maggio 2020 dopo la decisione di Pechino di promulgare una legge sulla "sicurezza nazionale" per Hong Kong prima di settembre. Questo è stato visto da molti come una minaccia alle libertà politiche fondamentali e alle libertà civili apparentemente sancite dalla Legge fondamentale di Hong Kong e ha spinto la comunità internazionale a rivalutare le proprie politiche nei confronti di Hong Kong, che ritengono non più autonoma rispetto alla Cina.
Le proteste sono state in gran parte descritte come "senza guida" e i manifestanti hanno usato varie tattiche per fare pressione sul governo, che, insieme alla polizia, ha ottenuto un punteggio di approvazione più basso dal passaggio del 1997 in base a dei sondaggi.
Il governo cinese centrale ha indicato le proteste come la "peggiore crisi di Hong Kong" dopo il passaggio di sovranità del 1997. Le proteste hanno provocato due morti accidentali, diversi suicidi e almeno 9000 arresti da parte della polizia.

## Panoramica

### Causa diretta
L’emendamento della legge di Hong Kong sull'estradizione è stato proposto dal governo della regione nel febbraio 2019 in risposta all'uccisione di Poon Hiu-ala da parte del suo fidanzato Chan Tong-kai a Taiwan, Paese che i due cittadini hongkonghesi stavano visitando da turisti. Poiché non esiste un trattato di estradizione con Taiwan (ciò in quanto il governo cinese non riconosce la sua sovranità), il governo di Hong Kong propose un emendamento alla legge sui latitanti (cap. 503) e alla mutua assistenza giudiziaria nella legge sulle materie penali (cap. 525) di istituire un meccanismo per i trasferimenti caso per caso di fuggitivi, su ordine del capo dell'esecutivo, a qualsiasi giurisdizione in cui la città non dispone di un trattato formale di estradizione. Una di queste giurisdizioni sarebbe la Cina continentale.
L'inclusione della Cina continentale nell'emendamento è fonte di preoccupazione per i diversi settori della società di Hong Kong. I "sostenitori della democrazia" temono la rimozione della separazione della giurisdizione della regione dalle leggi della Cina continentale gestite dal Partito Comunista, erodendo così il principio "un Paese, due sistemi" in pratica dal passaggio della sovranità del 1997. Gli oppositori del disegno di legge hanno esortato il governo di Hong Kong a cercare altre vie per stabilire un accordo di estradizione esclusivamente con Taiwan, e di rimettere in piedi l'accordo immediatamente dopo la consegna del sospettato.

### Cause sottostanti
Le proteste di Hong Kong del 2019 sono arrivate quattro anni e mezzo dopo la Rivoluzione degli ombrelli del 2014, iniziata dopo la decisione del Comitato permanente del Congresso nazionale del popolo in merito alle proposte di riforma del sistema elettorale di Hong Kong che sono state in gran parte considerate restrittive. Tuttavia, il movimento si concluse con un fallimento poiché il governo non offrì concessioni. Da allora, lo sviluppo democratico si è bloccato: solo la metà dei seggi nel Consiglio legislativo rimane eletto direttamente e capo dell'esecutivo di Hong Kong continua a essere votato dal Comitato elettorale di poche persone. La detenzione del 2017 di attivisti anti-governativi di Hong Kong ha ulteriormente deteriorato la speranza della città di una significativa riforma politica. I cittadini hanno iniziato a temere la perdita dell '"alto grado di autonomia", come previsto dalla legge fondamentale di Hong Kong, poiché il governo della Repubblica Popolare Cinese sembrava interferire sempre più apertamente con gli affari di Hong Kong. In particolare, la controversia sul giuramento del Consiglio legislativo si è conclusa con la squalifica di sei legislatori a seguito di una decisione del Comitato permanente del Congresso; le sparizioni di Causeway Bay Books hanno suscitato preoccupazione per le consegne sanzionate dallo stato e la detenzione amministrativa.
L'ascesa del localismo e il movimento a favore dell'indipendenza sono stati contrassegnati dalla campagna elettorale 2016 dell'elezione dell'attivista Edward Leung nei Nuovi territori orientali visto che sempre meno giovani di Hong Kong si identificano come cinesi, infatti i sondaggisti presso l'Università di Hong Kong hanno scoperto che gli intervistati più giovani erano diffidenti nei confronti del governo cinese. Nel 2019, quasi nessun giovane di Hong Kong si è identificato come "cinese". La controversia sull'educazione morale e nazionale del 2012 ha fortemente scosso la fiducia dei giovani nei sistemi che credevano fossero protetti. Con l'avvicinarsi del 2047, quando la Legge fondamentale scadrà, e insieme ad essa le garanzie costituzionali custodite al suo interno, i sentimenti di un futuro incerto hanno spinto i giovani a unirsi alle proteste contro il disegno di legge di estradizione. Per alcuni manifestanti, la Rivoluzione degli ombrelli è stata un'ispirazione che ha provocato un risveglio politico. Altri, che hanno ritenuto che i metodi pacifici fossero inefficaci, hanno fatto ricorso a metodi sempre più radicali per esprimere le loro opinioni. I media hanno notato che, diversamente dalle proteste del 2014, i manifestanti nel 2019 sono stati guidati da un senso di disperazione piuttosto che di speranza e che gli obiettivi delle proteste si sono evoluti dal ritiro del disegno di legge alla lotta per una maggiore libertà.
L'insostenibilità dei prezzi delle case è stata anche citata come causa alla base della rabbia tra gli hongkonghesi. Hong Kong è la città più costosa al mondo per comprare una casa. Questo perché, a differenza della paragonabile città-stato di Singapore, Hong Kong non ha garantito alloggi accessibili o pubblici per la popolazione della città. Ciò è dovuto al fatto che dal periodo coloniale, la politica della città è stata in gran parte governata dall'élite commerciale. Ciò ha significato anche alcune famiglie potenti che hanno un'influenza significativa sullo sviluppo immobiliare, con la costruzione di immobili commerciali su immobili chiave con una concorrenza limitata. Inoltre, una parte significativa delle entrate del governo locale proviene dalle vendite di terreni agli sviluppatori.

## Obiettivi

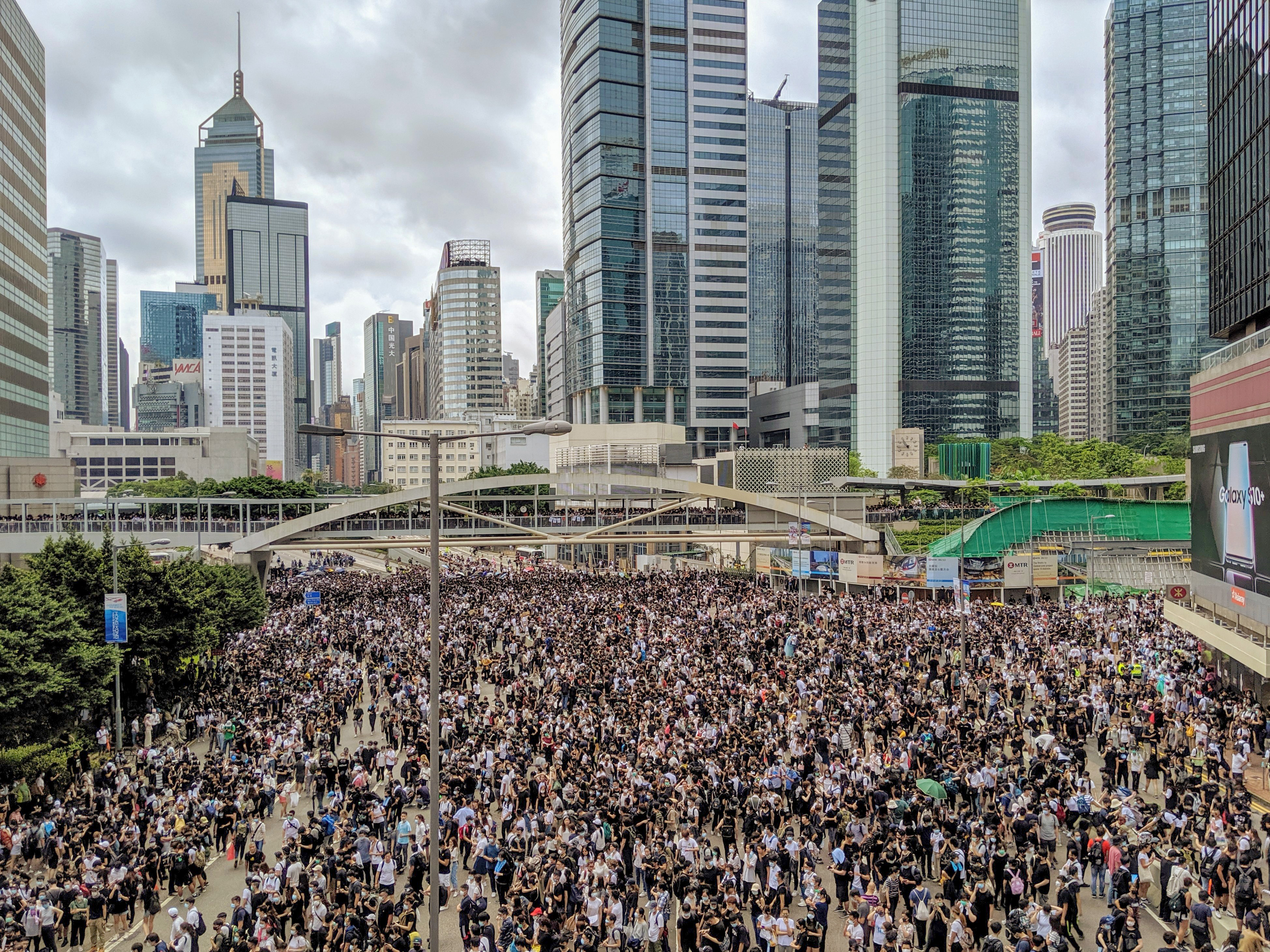
Corteo di manifestanti

Inizialmente, i manifestanti chiedevano esclusivamente il ritiro della emendamento alla legge sull'estradizione. Con l’aggravarsi della spirale di violenza da parte della polizia contro i manifestanti il 12 giugno e della sospensione del disegno di legge il 15 giugno, l'obiettivo dei manifestanti è stato quello di soddisfare le seguenti cinque richieste:
- Ritiro completo del disegno di legge sulle estradizioni dal processo legislativo: nonostante la capo dell'esecutivo abbia annunciato la sospensione a tempo indeterminato del disegno di legge il 15 giugno, la sua lettura potrebbe riprendere rapidamente. Il disegno di legge era "in attesa della ripresa della seconda lettura" in seno al consiglio legislativo. Il disegno di legge è stato formalmente ritirato il 23 ottobre.[57]
- Retrazione[non chiaro] della caratterizzazione della "rivolta": il governo inizialmente ha caratterizzato la protesta del 12 giugno come "rivolta". Successivamente la descrizione fu modificata per dire che c'erano "alcuni" manifestanti che si ribellavano. Tuttavia, i manifestanti contestano l'esistenza di atti di rivolta durante la protesta del 12 giugno.
- Rilascio ed esonero di manifestanti arrestati: i manifestanti considerano gli arresti motivati politicamente; mettono anche in dubbio la legittimità della polizia che arresta i manifestanti negli ospedali attraverso l'accesso ai loro dati medici riservati in violazione della privacy dei pazienti.
- Istituzione di una commissione d'inchiesta indipendente sulla condotta della polizia e sull'uso della forza durante le proteste: i gruppi civici hanno ritenuto che il livello di violenza usato dalla polizia il 12 giugno, in particolare quelli contro i manifestanti che non stavano commettendo reati quando sono stati assunti, era ingiustificato; anche la polizia che ha eseguito fermi e ricerche in numerosi passanti vicino al sito di protesta senza probabile causa è stata considerata abusiva.[58] L'incapacità di alcuni funzionari di mostrare o mostrare il loro numero di identificazione della polizia o la carta del mandato nonostante sia stato richiesto dagli ordini generali della polizia è considerata una ripartizione della responsabilità.[59] L'attuale supervisore, il Consiglio indipendente per i reclami della polizia manca di indipendenza e il suo funzionamento dipende dalla cooperazione della polizia.

Mentre il numero di accuse di brutalità e cattiva condotta della polizia ha continuato ad aumentare, alcuni manifestanti di Hong Kong hanno iniziato a chiedere lo scioglimento delle forze di polizia.
- Dimissioni di Carrie Lam e attuazione del suffragio universale per le elezioni del consiglio legislativo e per l'elezione del capo dell'esecutivo:[61] Attualmente, il capo dell'esecutivo (governatore) è selezionato da un comitato elettorale di 1 200 membri e 30 dei 70 seggi del consiglio legislativo sono riempiti da rappresentanti di diversi settori dell'economia, costituendo la maggior parte dei cosiddetti collegi elettorali funzionali, la maggior parte dei quali ha pochi elettori.

### Prime proteste

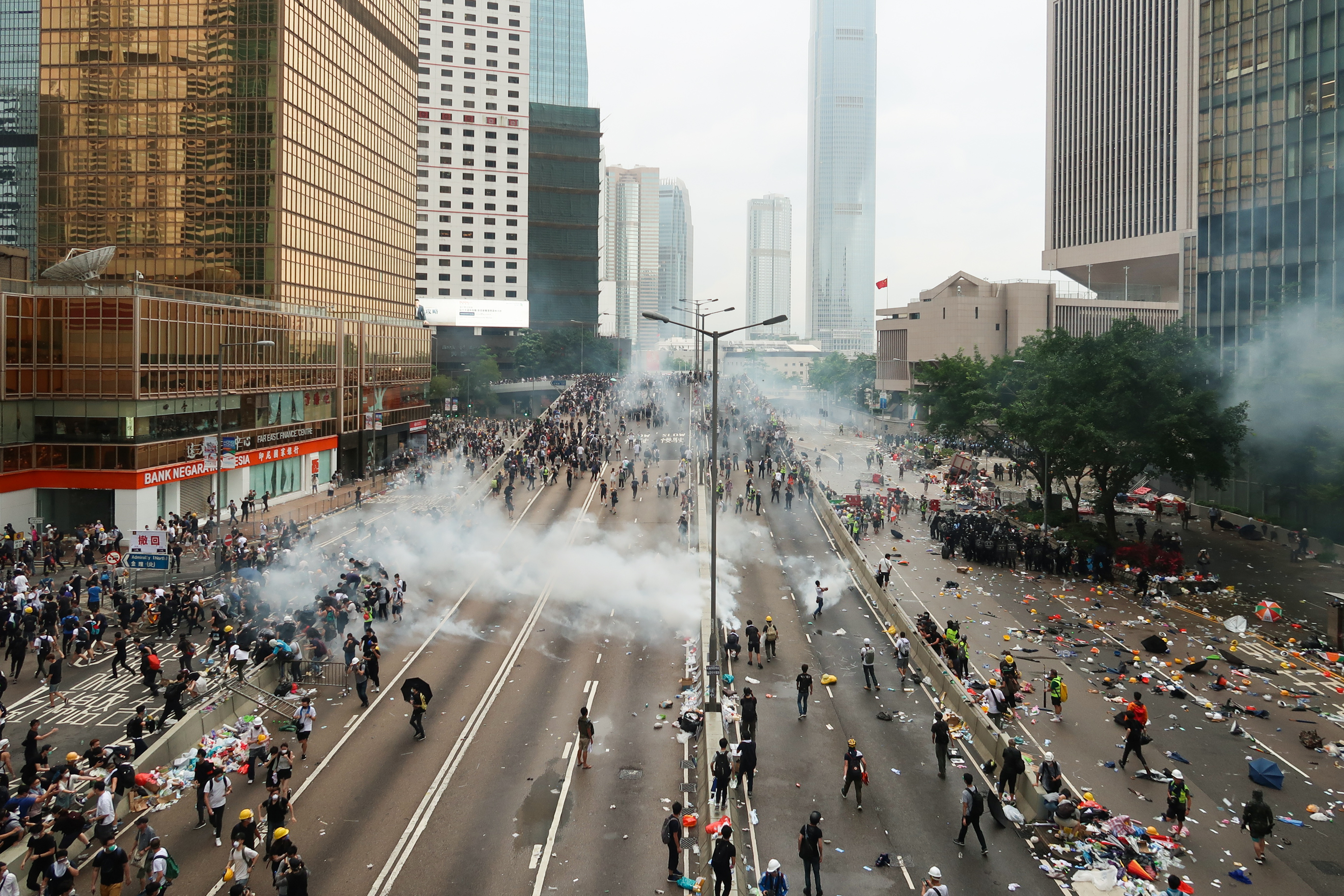
La polizia ha usato gas lacrimogeni per disperdere i manifestanti riuniti fuori dal Complesso del Consiglio legislativo il 12 giugno.

## Storia

### Intensificazione e assedi delle università
A causa del doxxing, i dettagli privati del matrimonio di un ufficiale di polizia a Tseung Kwan O sono trapelati. Il 3 novembre manifestanti che intendevano fermare l'evento hanno creato blocchi stradali attorno alla Sheung Tak Estate e si sono scontrati con la polizia a tarda notte. Alex Chow Tsz-lok, uno studente di 22 anni dell'Università di Scienza e Tecnologia di Hong Kong, è stato in seguito trovato privo di conoscenza al secondo piano del parcheggio della tenuta. Era sospettato di essere caduto dal terzo piano. Lo studente è morto l'8 novembre, dopo due interventi chirurgici al cervello falliti. Dopo la morte di Alex Chow, i manifestanti hanno partecipato a manifestazioni di flashmob contro la polizia e hanno partecipato a veglie in vari distretti di Hong Kong, dove hanno accusato la polizia di aver ostruito il passaggio dell'ambulanza per almeno 20 minuti, causando un ritardo negli interventi. La polizia ha negato questa accusa.

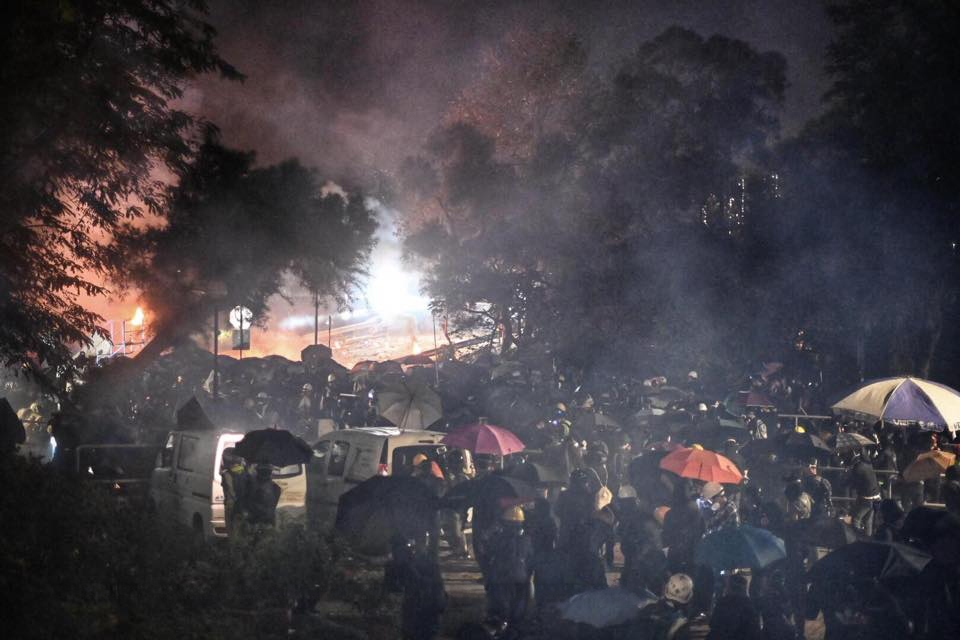
La polizia ha affrontato i manifestanti all'ingresso dell'Università cinese di Hong Kong il 12 novembre.

In risposta alla morte di Chow, i manifestanti hanno pianificato uno sciopero in tutta la città a partire dall'11 novembre e hanno interrotto i trasporti al mattino in vari distretti di Hong Kong. Quella mattina, un poliziotto ha sparato in tondo a Sai Wan Ho; ferendo un uomo disarmato di 21 anni. La polizia ha difeso l'azione del poliziotto e ha affermato che il manifestante stava cercando di afferrare la sua pistola. L'11 novembre, la polizia ha anche lanciato gas lacrimogeni nel quartiere centrale degli affari di Hong Kong durante una protesta ad ora di pranzo, causando la chiusura anticipata delle imprese. Il 14 novembre, un uomo anziano è morto a causa di un trauma cranico durante uno scontro tra manifestanti e sostenitori del governo locale a Sheung Shui.
Per la prima volta, durante uno stallo dell'11 novembre, la polizia ha lanciato numerosi colpi di gas lacrimogeni e granate di spugna e sparato proiettili di gomma nei campus delle università, mentre i manifestanti hanno lanciato mattoni e bombe molotov. Gli studenti manifestanti dell'Università cinese hanno affrontato la polizia per due giorni consecutivi. Dopo il conflitto, i manifestanti hanno occupato brevemente diverse università, che sono diventate le loro roccaforti mentre costruivano all'interno varie armi offensive improvvisate. Diverse università hanno riferito che i manifestanti hanno portato via alcuni prodotti chimici pericolosi.

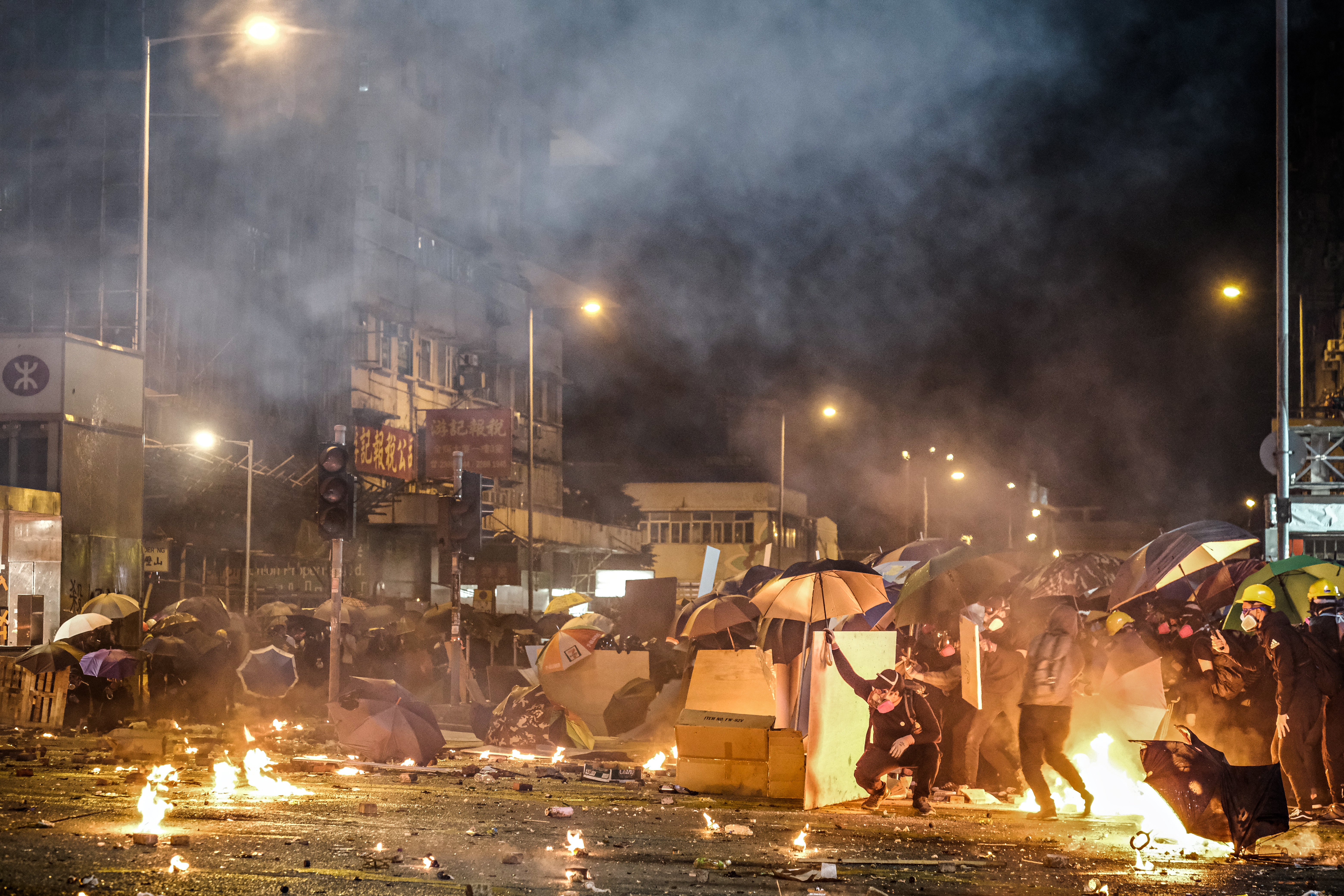
Manifestanti a Yau Ma Tei il 18 novembre mentre tentavano di violare il cordone di polizia per salvare i manifestanti intrappolati all'interno del Politecnico di Hong Kong.

Un grosso conflitto tra manifestanti e polizia si è verificato a Hung Hom il 17 novembre, dopo che i manifestanti avevano preso il controllo del Politecnico e avevano bloccato la galleria di Cross Harbor. La polizia ha usato gas lacrimogeni e cannoni ad acqua per disperdere i manifestanti, mentre un ufficiale della polizia è stato colpito da una freccia da parte dei manifestanti durante uno stallo. Inizia così l'assedio della Polytechnic University di Hong Kong da parte della polizia, che si è concluso con la polizia che si è precipitata nel campus e ha arrestato diversi manifestanti la mattina del 18 novembre. Tra gli arrestati c'erano molti medici volontari. Ci sono stati molti tentativi da parte dei restanti manifestanti di fuggire dall'università, tra cui calarsi con una doppia corda da un ponte e scappare attraverso le fogne. Altri tentativi di fuga sono stati contrastati dalla polizia. Con l'università completamente bloccata dalla polizia e gli studenti all'interno a corto di scorte, i manifestanti fuori dal campus hanno tentato di penetrare nei cordoni della polizia per salvare quelli intrappolati all'interno, ma sono stati respinti da lacrimogeni e spray al peperoncino. L'azione della polizia a Yau Ma Tei ha provocato una fuga forzata, che è stata negata dalla polizia ma confermata dai vigili del fuoco. Nei giorni successivi, altri manifestanti dell'università si sono arresi alla polizia. L'assedio è continuato fino al 23 novembre, con circa 50 manifestanti rimasti. L'igiene del campus è rapidamente peggiorata e i manifestanti all'interno hanno riferito di essere mentalmente e fisicamente deboli. Più di 1 100 persone sono state arrestate dentro e intorno all'università nel corso dell'assedio. L'assedio si è concluso il 29 novembre.

### Frana elettorale e proteste di Natale

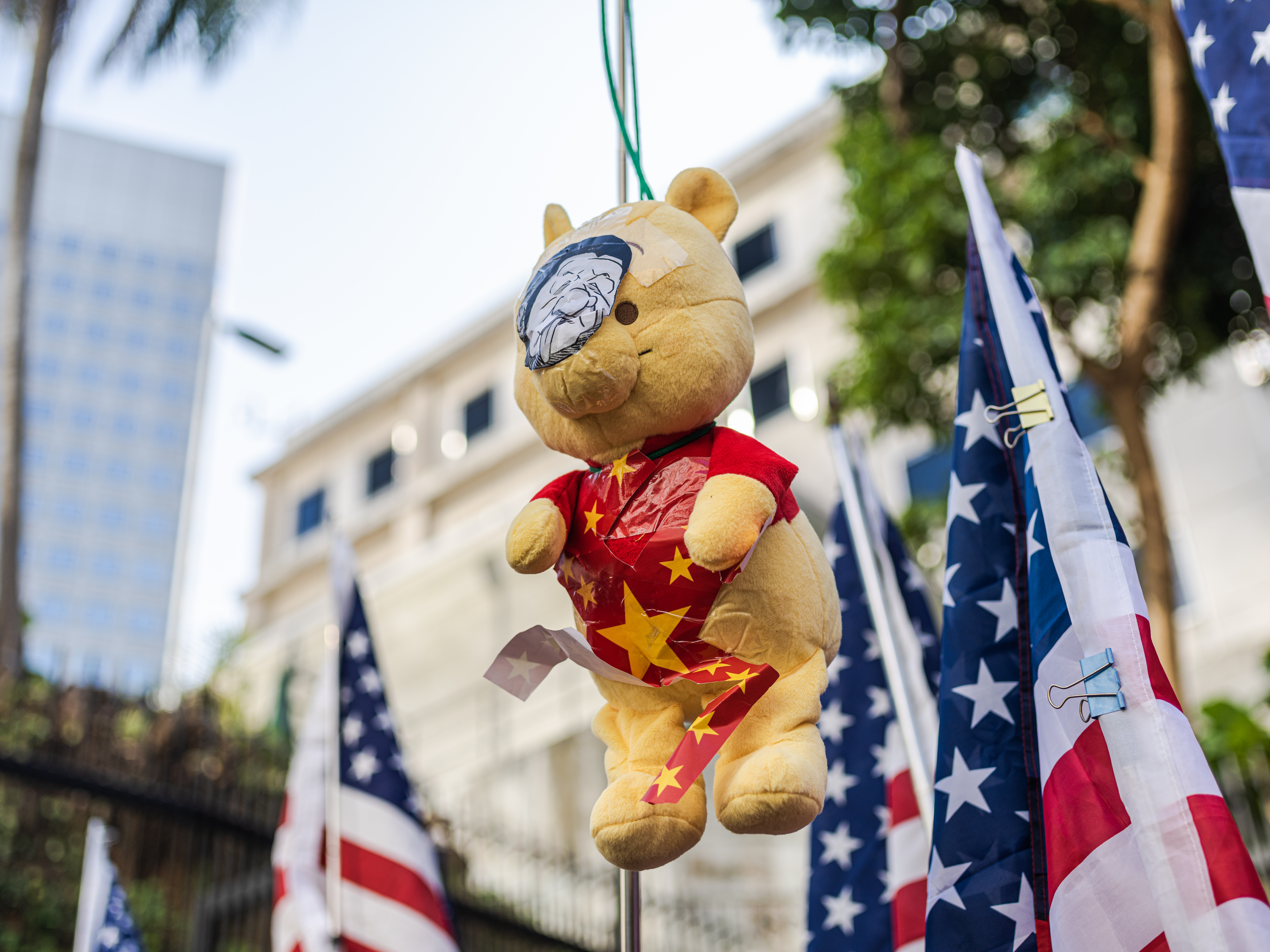
Un giocattolo di Winnie the Pooh usato per simboleggiare Xi Jinping con la bandiera Chinazi attaccata su di esso, usato nelle proteste del 1º dicembre

Le elezioni del Consiglio distrettuale del 24 novembre, considerate un referendum sul governo e le proteste, hanno visto il campo pro-democrazia trionfare e il campo pro-Pechino subire la più grande sconfitta elettorale nella storia di Hong Kong. I manifestanti sono tornati in piazza il 1º dicembre a Tsim Sha Tsui per ribadire le loro cinque richieste. La polizia ha sparato raffiche di gas lacrimogeni sulla folla e ha revocato la lettera di non obiezione un'ora dopo l'inizio della manifestazione, mentre la polizia ha affermato che i manifestanti stavano lanciando bombe fumogene. Ciò ha spinto i manifestanti e la polizia a confrontarsi a Mong Kok e nel Whampoa Garden di notte. L'organizzatore ha riferito che 380 000 persone hanno partecipato alla manifestazione, mentre la polizia ne ha stimate circa 16 000
In una marcia di massa dell'8 dicembre per mantenere la pressione sul governo, oltre 800 000 manifestanti sono scesi in piazza, secondo il Fronte dei diritti umani civili (CHRF). Nel frattempo, la polizia ha riferito che l'affluenza alle urne ha raggiunto il picco di 183 000 persone. La marcia organizzata dal CHRF è stata la prima in quasi quattro mesi a cui era stato concesso il permesso della polizia. L'11 dicembre, un gruppo di circa 100 manifestanti ha presentato una petizione al Consolato Generale britannico chiedendo la revoca della Dichiarazione congiunta sino-britannica e il ritorno di Hong Kong nello stato del Commonwealth delle Nazioni.
Due proteste separate, una l'11 dicembre e l'altra il 14 dicembre, hanno invitato il Regno Unito a porre fine alla Dichiarazione congiunta sino-britannica, con l'obiettivo di rendere Hong Kong indipendente dalla Repubblica Popolare Cinese e ricongiungersi al Commonwealth.
Il 15 dicembre ha visto il ritorno delle proteste nei centri commerciali, con scontri che si sono verificati in diversi importanti centri commerciali della città, tra cui New Town Plaza a Sha Tin, che è stata un luogo di scontri durante le proteste. Alcuni manifestanti hanno anche vandalizzato punti vendita e catene pro-Cina.
Il 22 dicembre, circa 1 000 persone hanno manifestati per solidarietà agli Uiguri, una minoranza etnica che si trova nelle regioni nord-occidentali della Cina, principalmente nella regione autonoma dello Xinjiang. La manifestazione pacifica è diventata caotica dopo che alcuni manifestanti hanno iniziato a strappare una bandiera nazionale cinese. La polizia antisommossa ha quindi preso d'assalto il raduno per recuperare la bandiera e si è trovata di fronte i manifestanti che hanno lanciato bottiglie di plastica e altri oggetti contro gli ufficiali. Per rappresaglia, gli ufficiali hanno usato spray al pepe e manganelli.
Alla vigilia di Natale e durante il periodo festivo, i rivoltosi vestiti di nero hanno risposto alle chiamate online per fare una protesta "Shopping With You" in tutta la città attraverso i principali centri commerciali e distretti della città, dove hanno visitato ristoranti, negozi e banche. Le loro tattiche andavano dal vandalizzare la proprietà a causare fastidi generali e intimidire i clienti. Il 28 dicembre alcuni rivoltosi hanno attaccato gli acquirenti anziani a Sheung Shui, accusandoli di essere originari della Cina continentale. Alcuni manifestanti hanno deriso gli acquirenti, dicendo "Hong Kong è pericolosa" e hanno urlato loro di tornare in Cina. Alcuni hanno anche preso a calci borse della spesa e carrelli dei pochi acquirenti presenti. La notte di San Silvestro, i manifestanti sono scesi in strada e hanno formato catene umane in una marcia pro-democrazia.

### Pandemia di COVID-19
Dallo scoppio della pandemia di COVID-19 nella Cina continentale, il numero di manifestazioni su larga scala è diminuito a causa dei timori che esse potrebbero facilitare la diffusione del virus. Nonostante ciò, le tattiche del movimento democratico furono riproposte per fare pressione sul governo affinché intraprendesse azioni più incisive per salvaguardare la salute pubblica di Hong Kong di fronte allo scoppio del coronavirus a Hong Kong. I manifestanti hanno chiesto che a tutti i viaggiatori dalla terraferma fosse vietato di entrare a Hong Kong. Dal 3 al 7 febbraio 2020, il personale ospedaliero (membri dell'Alleanza dei dipendenti delle autorità ospedaliere) ha lanciato uno sciopero con lo stesso obiettivo. Il 3 febbraio, Carrie Lam ha dichiarato che solo tre dei 14 punti di attraversamento con la Cina continentale, compreso l'aeroporto, sarebbero stati lasciati aperti, ma ha respinto la chiusura completa delle frontiere a causa della "relazione molto stretta" tra le persone da entrambe le parti, il che comporta "un traffico transfrontaliero molto legittimo e autentico".
Le persone hanno risposto negativamente al tentativo del governo di istituire centri di quarantena e clinici nei quartieri vicini ai residenti e hanno marciato per esprimere il loro malcontento o bloccato le strade per contrastare i piani del governo in tutto il territorio. Tra la fine di gennaio e l'inizio di febbraio, sono stati trovati ordigni esplosivi improvvisati in diverse località e bombe a benzina sono state lanciate contro quattro stazioni di polizia e un'auto di pattuglia, in un'ondata di azioni per l'incapacità del governo di chiudere il confine della città e fornire equipaggiamento protettivo. Alcune delle attività di protesta sono passate anche all'utilizzo di un formato online.
Con l'aggravarsi della crisi del coronavirus a febbraio e marzo 2020, l'entità delle proteste si è ridotta. Le proteste continuavano comunque a Tseung Kwan O, Yuen Long e Mong Kok ogni mese. Il 19 aprile 2020, la polizia ha arrestato 15 attivisti a favore della democrazia tra cui Jimmy Lai, Martin Lee e Margaret Ng per le loro attività nel 2019, suscitando condanne internazionali. La polizia ha usato le leggi sul coronavirus che vietano assembramenti di più di quattro persone, ad esempio, per disperdere i manifestanti fuori dalla stazione del Principe Edoardo il 31 marzo e in diversi centri commerciali che cantavano proteste mentre la pandemia si era alleviata a Hong Kong.
Centinaia di manifestanti si sono radunati nei centri commerciali in tutta la città il 10 maggio, festa della mamma, mentre la polizia antisommossa ha annullato i piani per tenere una marcia pro-democrazia prima che iniziasse. Il 15 maggio, un giovane di 21 anni soprannominato Sin è stato condannato a 4 anni di prigione per la sua partecipazione alla protesta del 12 giugno, diventando la prima persona a essere incarcerata per l'accusa di rivolta da quando è iniziato il movimento di protesta.

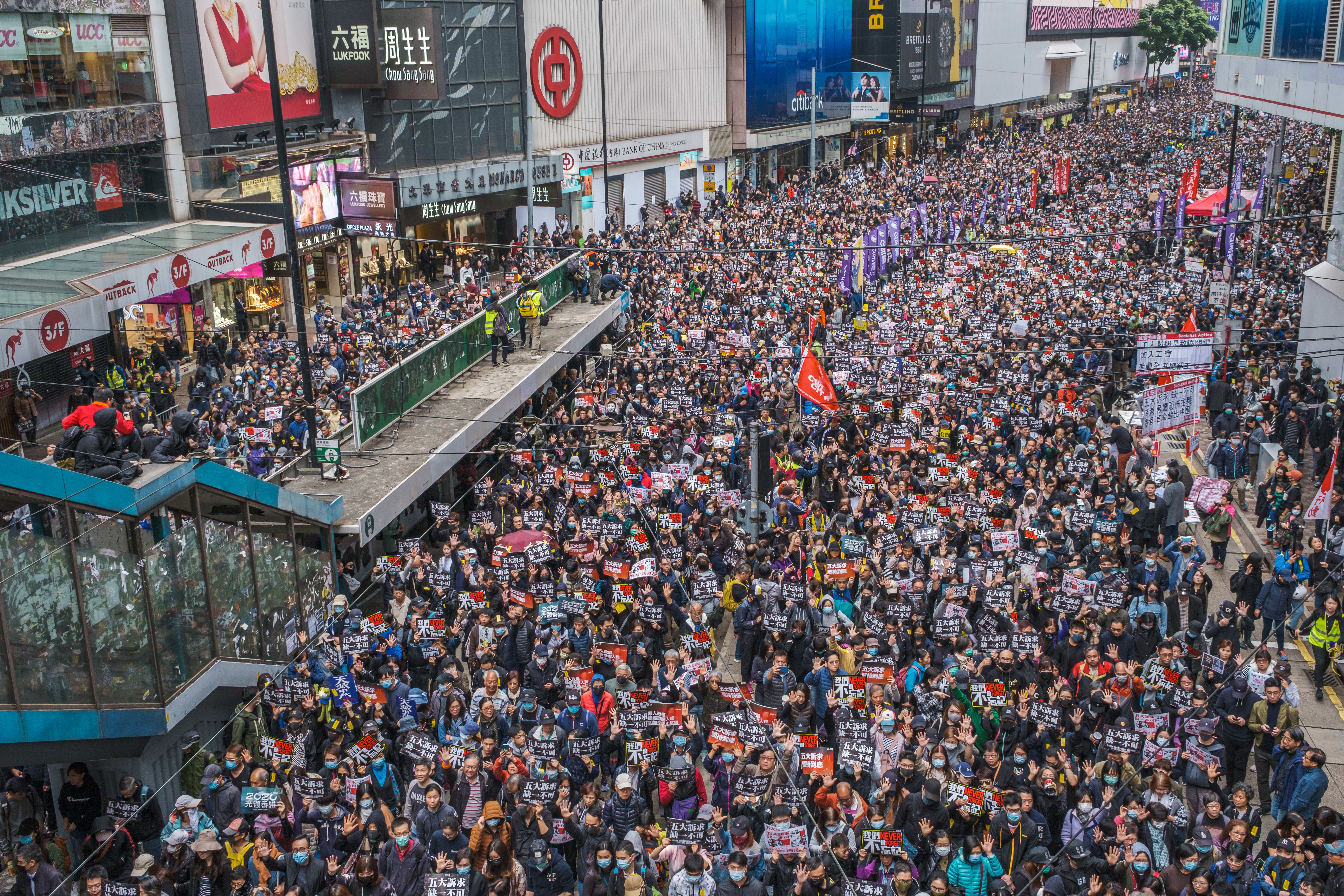
Protestanti nelle strade a Capodanno.

### La legge sulla sicurezza nazionale
Nell'ottobre 2019, il blocco democratico della LegCo ha lanciato una campagna di ostruzionismo parlamentare guidata dal vicepresidente Dennis Kwok, che ha presieduto le riunioni della LegCo, per bloccare le procedure elettorali del Comitato della Camera e quindi la seconda lettura del National Anthem Bill, un disegno di legge che era considerato "malvagio" dai democratici. Un articolo di Hong Kong Watch ha ritenuto che l'ostruzionismo fosse l'unica strategia disponibile per i democratici, a causa della loro emarginazione nel consiglio legislativo, nonostante rappresentassero la maggioranza della popolazione. I direttori dell'ufficio cinese di Hong Kong e Macao (HKMAO) e dell'ufficio di collegamento hanno minacciato di squalificare Kwok. Le loro azioni furono controverse poiché l'articolo 22 della Legge fondamentale di Hong Kong afferma che nessun dipartimento del governo popolare centrale può interferire negli affari di Hong Kong. I due direttori affermarono che i due dipartimenti erano esentati, e questo fu concordato dall'amministrazione Lam nonostante avesse detto diversamente in passato. Il legislatore pro-Pechino Starry Lee è stato rieletto presidente della commissione parlamentare il 18 maggio, dopo che le guardie di sicurezza hanno rimosso la maggior parte dei membri democratici a causa di una violenta rissa prima della convocazione della votazione.
Il 21 maggio 2020, i media statali hanno annunciato che il Comitato permanente del Congresso nazionale del popolo (NPCSC) avrebbe iniziato a elaborare una nuova legge che coprirebbe "secessione, interferenza straniera, terrorismo e sovversione contro il governo centrale" nell'Allegato III della Legge fondamentale di Hong Kong. Ciò significava che la legge sarebbe entrata in vigore mediante la promulgazione e avrebbe aggirato la legislazione locale tramite il LegCo, che era il modo in cui una legge sulla sicurezza nazionale avrebbe dovuto essere redatta conformemente all'articolo 23. Gli osservatori hanno ritenuto che questo fosse il passo più coraggioso della Cina per portare Hong Kong sotto il suo controllo accusandola di deprezzare il principio "una Cina, due sistemi" in violazione dei termini della Dichiarazione congiunta sino-britannica, e si aspettano che ciò avra vasti effetti sulla libertà di espressione della città e sul futuro successo economico. In risposta alla decisione dell'NPCSC, il segretario di Stato degli Stati Uniti d'America Mike Pompeo ha informato il Congresso che Hong Kong non dovrebbe essere considerata più come autonoma dalla Cina e che quindi dovrebbe essere considerata la stessa nazione in termini di commercio e altre questioni simili. Il segretario agli Esteri del Regno Unito, Dominic Raab, ha annunciato che il Regno Unito estenderebbe i diritti dei titolari di passaporto della BNO (passaporto britannico d'oltremare), compresa la fornitura di un percorso per la cittadinanza, se la Cina dovesse procedere con l'approvazione della nuova legge sulla sicurezza nazionale. Il Regno Unito, insieme all'Australia, al Canada e agli Stati Uniti, ha anche rilasciato una dichiarazione congiunta che esprime profonda preoccupazione per la legge sulla sicurezza nazionale il 28 maggio. Nonostante le pressioni internazionali, l'NPCSC ha approvato la decisione del Congresso nazionale del popolo sulla legislazione di sicurezza nazionale di Hong Kong il 28 maggio.
Il progetto ha suscitato un aumento delle proteste: la manifestazione del 24 maggio a Causeway Bay è stata la più grande protesta dall'inizio della pandemia di COVID-19, poiché i civili hanno risposto alle chiamate online per marciare contro il National Anthem Bill e la proposta legge sulla sicurezza nazionale. Per la prima volta in due mesi, la polizia ha usato gas lacrimogeni nel tentativo di disperdere i manifestanti. Il 27 maggio almeno 396 persone sono state arrestate durante una protesta di un giorno in tutta Hong Kong per la lettura del disegno di legge dell'inno nazionale lo stesso giorno e la legge anti-sedizione; la maggior parte degli arrestati sono stati presi in custodia ancor prima che iniziasse qualsiasi azione di protesta. Migliaia di poliziotti armati sono stati schierati per fermare la prevista protesta. La polizia ha sparato spray al peperoncino all'ora di pranzo mentre i manifestanti urlavano slogan; gli agenti si sono fermati e hanno perquisito i residenti e radunato i sospetti manifestanti, costringendoli a sedersi in fila per terra.
Il 30 giugno, l'NPCSC ha approvato la legge sulla sicurezza nazionale all'unanimità, senza informare il pubblico e i funzionari locali del contenuto della legge. La legge ha creato un chilling effect in città. Demosistō e diversi gruppi indipendenti hanno annunciato di aver deciso di sciogliere e cessare tutte le operazioni, temendo che sarebbero stati gli obiettivi della nuova legge. La polizia ha continuato a utilizzare la legge sul coronavirus, che mirava a scoraggiare l'assembramento pubblico, per vietare la protesta annuale del 1º luglio. Nonostante il divieto della polizia, migliaia di manifestanti si sono presentati per protestare contro la nuova legge sulla sicurezza nazionale. La polizia ha risposto schierando camion con idranti, lanci di gas lacrimogeni e ha arrestato almeno dieci persone per aver violato la sicurezza nazionale poiché ritenevano che persone che mostrano o posseggono bandiere, cartelli e adesivi con slogan di protesta o altre opere di protesta hanno già commesso il crimine di "sovvertire il paese".
A seguito dell'attuazione della legge sulla sicurezza nazionale, la comunità internazionale ha rivalutato le proprie politiche nei confronti della Cina. Il 3 luglio 2020, il Canada ha annunciato la sospensione del suo trattato di estradizione con Hong Kong per l'introduzione della legge sulla sicurezza nazionale. Lo stesso fu fatto poco dopo da Australia, Regno Unito, Nuova Zelanda e Germania. Il Congresso degli Stati Uniti ha approvato l'Hong Kong Autonomy Act e il presidente Donald Trump ha firmato un ordine esecutivo per revocare lo status commerciale speciale della città. L'Australia ha promesso di fornire visti di "rifugio sicuro" per gli hongkonghesi che erano a rischio di persecuzione politica e ha offerto un percorso per la residenza permanente. Il British Home Office ha annunciato che a partire dall'inizio del 2021, gli attuali e gli ex titolari del passaporto BN(O) a Hong Kong potranno richiedere il "visto BN(O) Hong Kong" online, consentendo loro di reinsediarsi nel Regno Unito insieme ai loro familiari a carico per cinque anni prima che diventino idonei a richiedere la cittadinanza permanente. L'Unione europea ha inoltre annunciato piani per limitare l'esportazione di tecnologia che può essere utilizzata per "repressione interna, intercettazione di comunicazioni interne o sorveglianza informatica" a Hong Kong. Il 7 agosto, gli Stati Uniti hanno annunciato che avrebbero imposto sanzioni a undici alti funzionari di Hong Kong e cinesi, tra cui Carrie Lam, per aver minato la libertà e l'autonomia di Hong Kong. In risposta, la Cina ha imposto sanzioni a sei legislatori statunitensi e cinque capi di organizzazioni per i diritti umani e gruppi di difesa.

### Successiva soppressione
Rinvigorito dal successo avuto alle elezioni del Consiglio distrettuale del novembre 2019, il blocco pro-democrazia intendeva conquistare più della metà dei 70 seggi nel Consiglio legislativo nelle elezioni che si sarebbero dovute tenere il 6 settembre. Per raggiungere questo obiettivo, il campo pro-democrazia ha tenuto delle elezioni primarie per la prima volta. Alcuni membri del campo pro-democratico, in particolare i democratici più radicali, hanno promesso di utilizzare tutti i poteri costituzionali dei membri del Consiglio Legislativo per costringere il governo a concedere e rispondere a tutte e cinque le richieste. Nonostante la legge sulla sicurezza nazionale, più di 600 000 persone hanno votato alle primarie. Nelle primarie, i partiti tradizionali hanno perso terreno nella maggior parte dei collegi elettorali diretti, a favore dei localisti e dei democratici radicali. Gli uffici di Pechino ad Hong Kong hanno dichiarato le primarie "illegali" e, successivamente, una "sfacciata sfida" alla Basic Law ed alla legge sulla sicurezza nazionale, portando gli organizzatori a ritirarsi da un ulteriore coordinamento elettorale.
Il 30 luglio il governo di Hong Kong ha squalificato 12 candidati, quasi tutti vincitori delle primarie pro-democrazia. In una mossa inaspettata, 4 legislatori in carica che erano generalmente considerati più moderati, sono stati anche esclusi dalla corsa alle elezioni da parte dei presidenti di seggio. La decisione ha suscitato la condanna internazionale per aver ostacolato le elezioni e il processo democratico. Il giorno successivo, Carrie Lam, andando contro l'opinione pubblica, ha invocato poteri di emergenza per ritardare le elezioni a settembre 2021, citando la pandemia come motivo. Il blocco pro-democrazia ha criticato la decisione, ritenendo che fosse politicamente motivata.
Tony Chung, un attivista indipendentista, e diversi studenti di età compresa tra i 16 ed i 21 anni sono stati arrestati il 29 luglio per "incitamento alla secessione", diventando il primo gruppo di cittadini ad essere arrestato in base alla nuova legge al di fuori degli arresti effettuati durante le proteste. Il 30 luglio, i media statali hanno annunciato che la polizia di Hong Kong aveva emesso mandati di arresto a 6 attivisti esiliati per aver violato la legge sulla sicurezza nazionale. Queste persone includevano l'ex legislatore Nathan Law, l'ex impiegato del consolato britannico Simon Cheng, l'attivista indipendentista Ray Wong e l'attivista statunitense Samuel Chu, con il mandato di arresto di Chu che è il primo caso di giurisdizione extraterritoriale rivendicato dalla legge. La polizia ha continuato a utilizzare la legge per prendere di mira attivisti locali e critici di Pechino. Il 10 agosto, il magnate degli affari Jimmy Lai e l'attivista Agnes Chow sono stati arrestati. La polizia ha anche fatto irruzione nel quartier generale dell'Apple Daily, che è di proprietà di Next Digital.
Mentre le attività di protesta diminuivano, il governo ha continuato a rafforzare il suo controllo a Hong Kong, dalla censura dei libri di testo scolastici e dalla rimozione di ogni menzione del massacro di Tiananmen, alla deregistrazione degli insegnanti "nastro giallo", alla dichiarazione che la separazione dei poteri non è mai esistita ad Hong Kong, nonostante i precedenti commenti dei massimi giudici della città che ne riconoscevano l'importanza a Hong Kong. Ha anche tentato di rimodellare la narrazione dell'attacco di Yuen Long affermando che l'attacco non era stato indiscriminato, cambiando il tempo di risposta della polizia ufficialmente segnalato e arrestando Lam Cheuk-ting, un parlamentare pro-democrazia che è stato ferito nell'attacco, per "rivolta". Nell'agosto 2020, il Dipartimento di giustizia, sotto la guida di Teresa Cheng, è intervenuto e ha archiviato due procedimenti giudiziari privati avviati dal legislatore pro-democrazia Ted Hui Chi-fung contro un autista che ha speronato un manifestante nell'ottobre 2019 e un agente di polizia che ha sparato e ha ferito gravemente un manifestante nel novembre 2019.
Dodici attivisti di Hong Kong rilasciati su cauzione sono stati catturati dall'Ufficio della Guardia Costiera cinese mentre cercavano di fuggire a Taiwan tramite un motoscafo il 23 agosto. Detenuti a Yantian, sono stati successivamente accusati di aver attraversato illegalmente il confine cinese e gli è stato impedito di scegliere i loro avvocati e incontrare le loro famiglie. Il 27 ottobre 2020, la polizia di Hong Kong ha arrestato di nuovo Tony Chung fuori dal consolato degli Stati Uniti, insieme a due dei suoi associati, Yanni Ho e William Chan. Chung aveva in programma di entrare al consolato e chiedere asilo, quando è stato arrestato in un bar dall'altra parte della strada, secondo un gruppo di attivisti.
Nel gennaio 2021, la polizia ha arrestato più di 50 persone, tutte candidate alle primarie, per "sovvertimento del potere statale". Ciò significa che la maggior parte dei politici attivi e di spicco nell'opposizione di Hong Kong sono stati arrestati dalle autorità utilizzando la legge sulla sicurezza nazionale.

## Scontri tra manifestanti e contro-manifestanti

### Scontri fisici
Ci sono stati scontri più frequenti tra manifestanti e contro-manifestanti dall'inizio del movimento a giugno. Durante una manifestazione a favore della polizia tenutasi il 30 giugno, i contro-manifestanti hanno iniziato ad insultare le loro controparti dell'opposizione e hanno distrutto il loro muro di Lennon e il memoriale per Marco Leung, provocando intensi scontri tra i due campi. I cittadini pro-Pechino, indossando le magliette "I love HK police" e sventolando la bandiera nazionale cinese, hanno aggredito le persone percepite come manifestanti il 14 settembre a Fortress Hill. Il muro di Lennon è diventato luogo di conflitto tra i due campi, e i cittadini pro-Pechino tentavano di abbattere i messaggi o di rimuovere le locandine. Alcuni manifestanti e pedoni sono stati picchiati, e attaccati con coltelli vicino al muro di Lennon. Alcuni civili avrebbero anche tentato di schiantare le loro auto contro la folla di manifestanti o le barricate da loro allestite. Organizzatori della protesta, tra cui Jimmy Sham del CHRF, e legislatori filo-democratici come Lam Cheuk-ting e Roy Kwong sono stati aggrediti e attaccati. Il 3 novembre, il politico Andrew Chiu è stato ferito alle orecchie da un cinese continentale che secondo quanto riferito avrebbe ferito altre tre persone alla Cityplaza. Nel frattempo, il legislatore pro-Pechino Junius Ho, accusato di sostenere gli assalitori dell'attacco di Yuen Long, è stato accoltellato da un uomo che fingeva di essere suo sostenitore il 6 novembre.

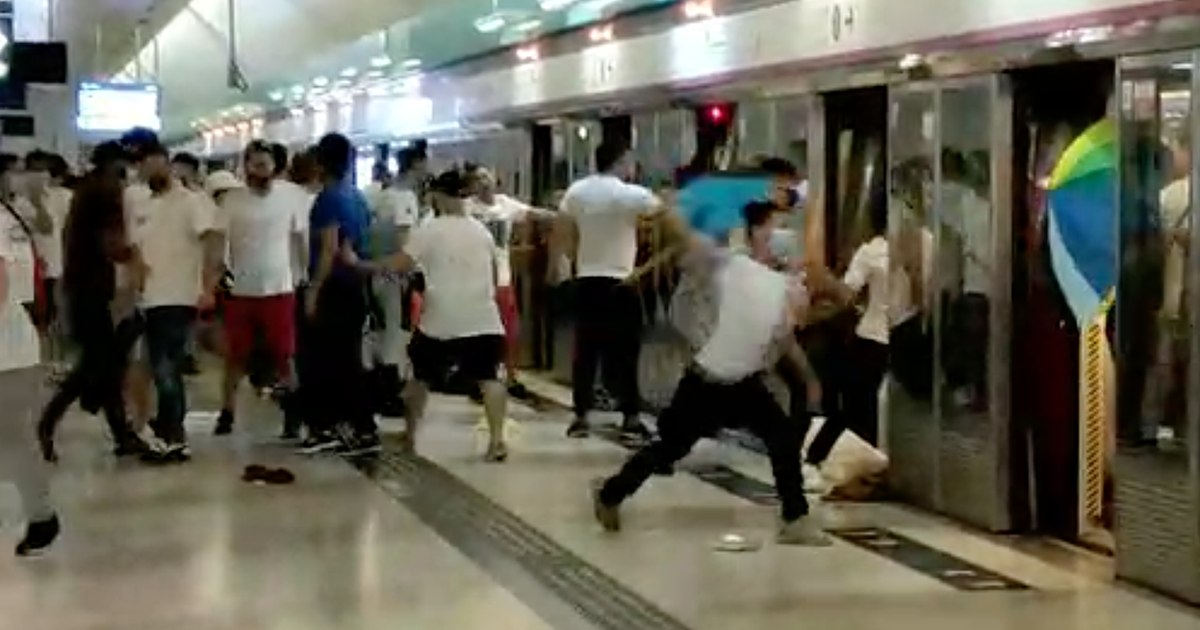
Uomini vestiti di bianco che attaccano pendolari e manifestanti con bastoni all'interno della stazione di Yuen Long il 21 luglio.

L'attentato di Yuen Long del 2019 si è verificato a seguito di una protesta di massa organizzata dal CHRF il 21 luglio. I sospetti gangster hanno affermato che avrebbero difeso la loro patria, e hanno minacciato tutti i manifestanti anti-estradizione di non mettere piede a Yuen Long. L'attentato ha visto gli autori degli attentati ai pendolari nell'atrio della stazione di Yuen Long, sui binari e all'interno dei compartimenti dei treni, che hanno visto crearsi un ampio contraccolpo da parte della comunità. Il Dipartimento di Giustizia da allora è stato criticato da alcuni avvocati di aver intentato procedimenti "motivati politicamente", dal momento che gli assalitori di Yuen Long non sono stati accusati diverse settimane dopo gli attentati, mentre i giovani manifestanti sono stati accusati di rivolte pochi giorni dopo le proteste. I manifestanti furono attaccati con fuochi d'artificio a Tin Shui Wai il 31 luglio e poi attaccati da uomini armati di coltelli a Tsuen Wan.
Tra la frustrazione per il fatto che la polizia non avevo riuscito a perseguire i violenti manifestanti contro il governo e la crescente diffidenza nei confronti della polizia a causa delle accuse, i manifestanti hanno iniziato a scontrarsi tra di loro più frequentemente. Si sono scontrati all'interno dell'Amoy Garden il 14 settembre e poi a North Point il giorno successivo. I manifestanti violenti hanno anche iniziato a farsi giustizia con le proprie mani, attaccando le persone percepite come ostili; i manifestanti hanno descritto gli attacchi dei vigilanti come "risolvere le questioni private" (私了S) L'attrice pro-Pechino Celine Ma, e il tassista accusato di aver attaccato i manifestanti a Sham Shui Po sono stati attaccati l'8 ottobre. Un uomo di mezza età è stato cosparso di liquido infiammabile e dato alle fiamme quando ha affrontato i manifestanti fuori dalla stazione di Ma On Shan l'11 novembre. Il 14 novembre, un uomo anziano è morto a causa di un trauma cranico durante uno scontro tra manifestanti e sostenitori del governo locale a Sheung Shui. Il 1º dicembre, un uomo di 53 anni che stava sgomberando un posto di blocco vicino alla stazione di polizia di Mong Kok è stato colpito da un rivoltoso, ferendosi gravemente alla testa. Un lavoratore nella Central è stato deriso e attaccato durante la pausa pranzo dai manifestanti perché è stato sentito parlare in mandarino.

### Doxxing e disinformazione
Doxxing e cyberbullismo sono una tattica usata da sostenitori e oppositori delle proteste. Alcuni manifestanti hanno denunciato e violentato alcuni agenti di polizia e le loro famiglie e caricato le loro informazioni personali online. Da allora la polizia di Hong Kong ha ottenuto un'ingiunzione dal tribunale, vietando a qualsiasi persona di condividere qualsiasi informazione personale degli agenti di polizia e delle loro famiglie. Alcuni manifestanti hanno scoperto che le loro informazioni e foto personali circolavano sui circoli pro-Pechino su Facebook e su altre piattaforme di social media dopo essere stati fermati e perquisiti dalla polizia, sospettando che la polizia avesse fatto trapelare le foto scattate durante gli arresti e le ricerche. In una risposta, la polizia ha dichiarato di avere procedure per garantire che i propri membri rispettino le leggi sulla privacy. HK Leaks, un sito web anonimo con sede in Russia e promosso da gruppi collegati al Partito Comunista Cinese, ha condannato circa 200 persone a sostegno delle proteste. Un reporter di Apple Daily è stato preso di mira da molestie sessuali attraverso "centinaia di chiamate minacciose". Secondo l'Ufficio del Commissario per la privacy dei dati personali, al 30 agosto 2019, la percentuale di casi di doxxing che coinvolgevano gli agenti di polizia comprendeva il 59% di tutti i casi di doxxing segnalati e scoperti, mentre il restante 41% riguardava altre persone come manifestanti, coloro che hanno opinioni politiche diverse, cittadini e familiari. La percentuale di casi che coinvolgono agenti non di polizia è aumentata dal 28% due giorni prima.
Entrambe le parti delle proteste hanno diffuso disinformazione, il che ha causato reazioni e polarizzazione accresciute tra il pubblico.

## Perdite

### Suicidi

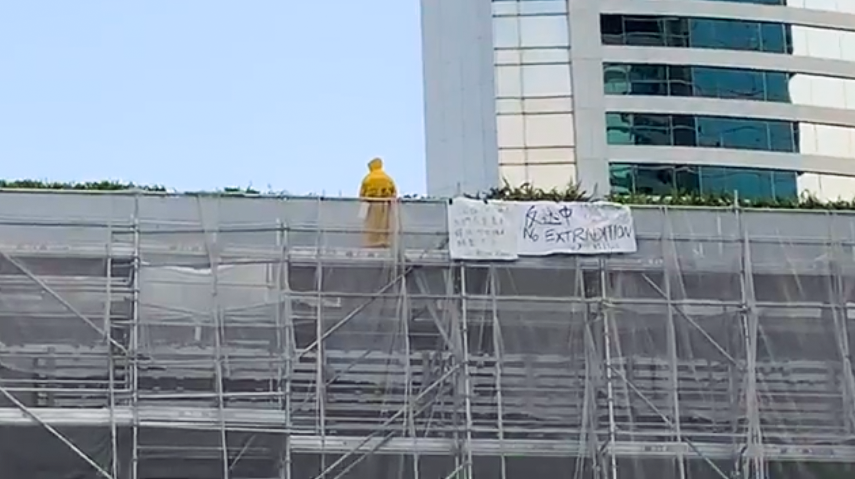
Marco Leung Ling-kit su delle impalcature a Pacific Place prima di lanciarsi nel vuoto il 15 giugno.

Un articolo del Guardian del 22 ottobre 2019 riportava che "i manifestanti hanno rintracciato almeno nove casi di suicidi che sembrano essere direttamente collegati alle manifestazioni" da giugno. In cinque di questi casi, le vittime hanno lasciato lettere di suicidio relative alle proteste e tre sono state attribuite a eventi a seguito del disegno di legge sulle estradizioni. Una lette ha anche dichiarato: "Ciò di cui Hong Kong ha bisogno è una rivoluzione".
Il primo suicidio è avvenuto il 15 giugno 2019, quando il 35enne Marco Leung Ling-kit è salito sul podio sopraelevato sul tetto del Pacific Place, un centro commerciale ad Admiralty alle 16:30. Indossando un impermeabile giallo con le parole "La polizia brutale è a sangue freddo" e "Carrie Lam sta uccidendo Hong Kong" in cinese scritto sul retro, ha appeso due striscioni sul ponteggio con diversi slogan anti-estradizione in cinese e inglese. Dopo uno stallo di cinque ore, durante il quale gli agenti di polizia e il legislatore del Partito Democratico Roy Kwong hanno tentato di dissuaderlo, Leung è caduto morendo, mancando un cuscino gonfiabile installato dai vigili del fuoco. Un santuario apparve sulla scena poco dopo. L'11 luglio si è tenuta un'altra veglia, dove sono apparsi migliaia di persone che hanno lasciato i girasoli sul luogo della memoria. Gli artisti di Praga hanno anche onorato l'evento, che hanno dipinto un memoriale sul muro di Lennon nella Repubblica Ceca, raffigurando un impermeabile giallo.
Uno studente di 21 anni della Education University di Hong Kong, Lo Hiu-Yan, si è lanciato morendo dalla tenuta Ka Fuk di Fanling il 29 giugno. Aveva lasciato due appunti scritti su una parete della tromba delle scale con un pennarello rosso. Un terzo suicidio è avvenuto il giorno successivo quando una donna di 29 anni, Zhita Wu, è saltata dal Centro finanziario internazionale. Il 4 luglio, una donna di 28 anni identificata solo dal cognome Mak è morta dopo essere saltata da un edificio a Cheung Sha Wan. Un quinto suicidio si è verificato il 22 luglio, quando un uomo di 26 anni identificato dal cognome Fan è morto dopo essere saltato dalla tenuta di Kwong Yuen dopo una discussione con i suoi genitori sulla sua posizione politica ed essere stato cacciato da casa. I vicini di Fan hanno lasciato fiori vicino al sito.

### Durante gli scontri

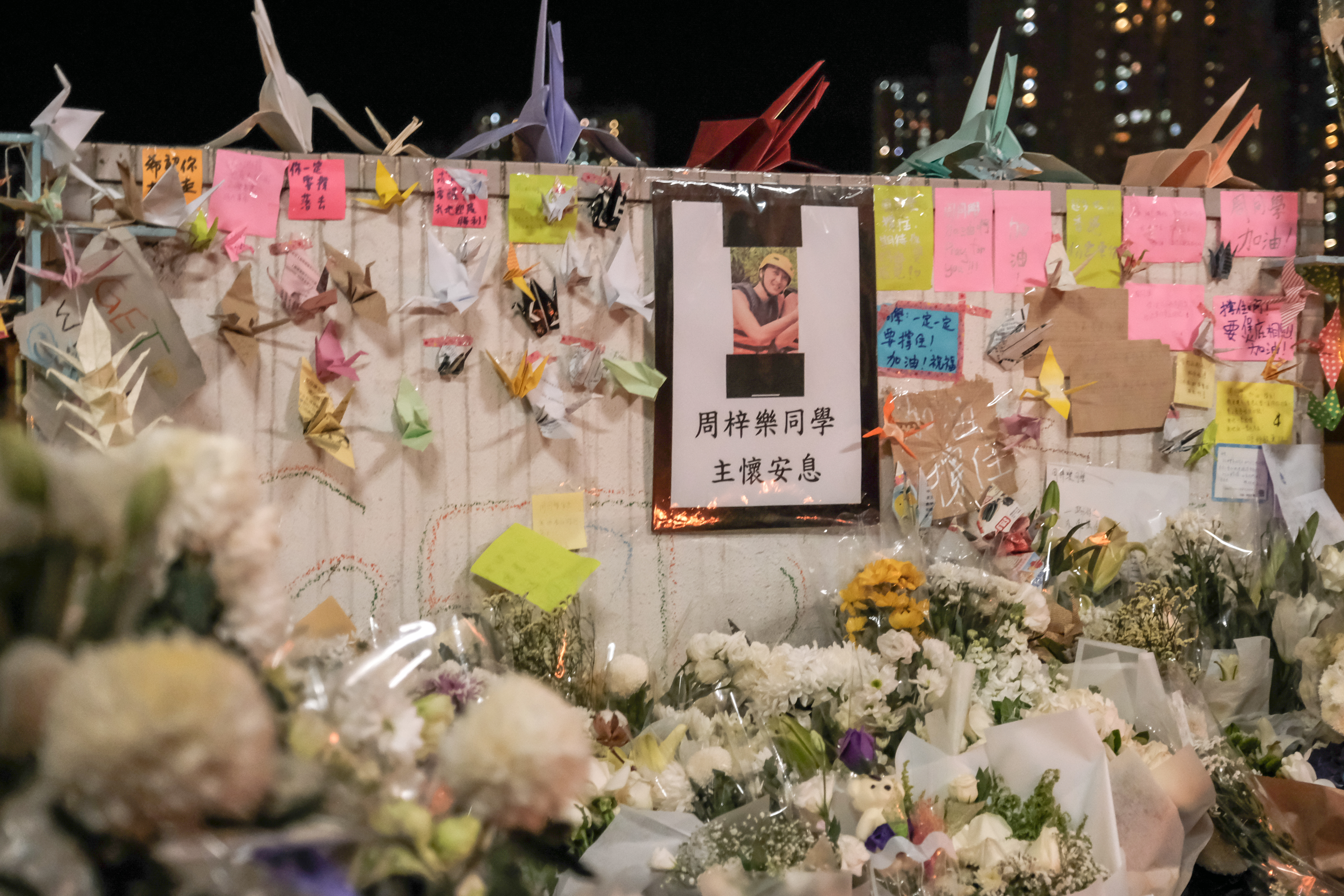
Piangenti che depongono fiori e origami nel sito in cui è caduto Alex Chow Tsz-lok.

Uno studente 22enne dell'Università della Scienza e della Tecnologia di Hong Kong di nome Alex Chow Tsz-Lok è caduto dal 3º al 2º piano di un parcheggio a più piani nella tenuta di Sheung Tak, Tseung Kwan O durante un'operazione di dispersione della polizia il 4 novembre, che includeva gas lacrimogeni nell'edificio in cui si trovava Chow. Rimase in condizioni critiche per diversi giorni prima di soccombere ad un arresto cardiaco l'8 novembre. La causa della sua caduta è rimasta sconosciuta, ma mentre la polizia ha affermato che è caduto solo accidentalmente, i manifestanti hanno accusato la polizia di averlo spinto, causando la sua caduta. I manifestanti hanno anche affermato che stava fuggendo dai gas lacrimogeni. Dopo aver esaminato le riprese di oltre 30 telecamere fornite da Link REIT, gli investigatori hanno escluso che Chow sia stato spinto dagli agenti di polizia quando la forza è entrata nel parcheggio dopo il periodo di tempo stimato della sua caduta, è stata colpita da sacchi di fagioli o proiettili di gomma sparati dalla polizia e la distanza era troppo grande per raggiungerlo, o che sia caduto a causa dei gas lacrimogeni poiché nessuna persona nell'area era interessata e nessun fumo riempiva l'area. I manifestanti hanno accusato la polizia di ostacolare intenzionalmente l'accesso delle ambulanze a Chow, causando un ritardo nel trattamento, ma la polizia ha negato le accuse. Il dipartimento dei vigili del fuoco ha dichiarato che l'ambulanza assegnata a Chow è stata bloccata da autobus e veicoli privati, ma che l'ambulanza non è venuta in contatto con la polizia in servizio. Sia il presidente della UST Wei Shyy che Amnesty International hanno chiesto al governo di indagare a fondo sulla causa della sua morte. La morte di Chow divenne la prima fatalità legata a una scena in cui gli agenti di polizia si scontrarono con i manifestanti.
Il 14 novembre, un uomo di 70 anni è deceduto per lesioni alla testa subite il giorno prima. Il 13 novembre 2019, a Sheung Shui, era scoppiato un violento scontro tra un gruppo di manifestanti e un gruppo di residenti locali che hanno visto entrambi i gruppi lanciarsi mattoni a vicenda. Lo scontro tra i due gruppi è avvenuto quando i residenti locali hanno cercato di ripulire i mattoni lasciati dai manifestanti per strada. Secondo la polizia, l'uomo, che non era coinvolto nella lotta, stava usando il suo telefono cellulare per registrare il conflitto nell'area dei combattimenti, ma è stato colpito alla testa da un mattone lanciato contro di lui da un manifestante vestito di nero. La vittima, identificata come lavoratore del dipartimento di igiene alimentare e ambientale, è rimasta in condizioni critiche fino alla sua morte il giorno successivo. La polizia ha classificato la sua morte come un caso di omicidio in quanto ritengono che l'attaccante abbia "deliberatamente" compiuto l'atto.

## Tattiche e metodi

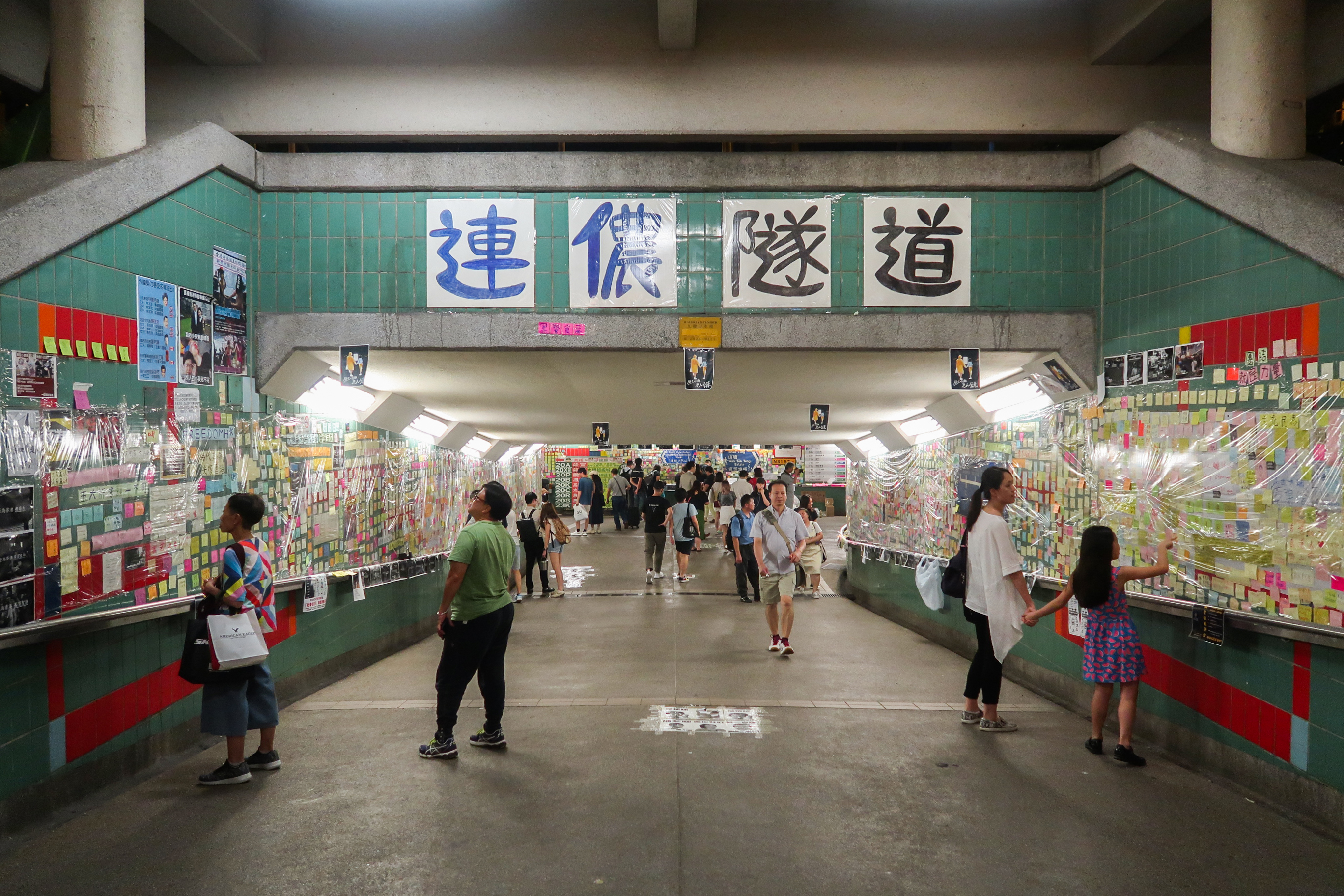
Una metropolitana vicino alla stazione di Tai Po Market, soprannominata "Galleria Lennon"

Bandiera Bauhinia nera, una variante della Bandiera di Hong Kong

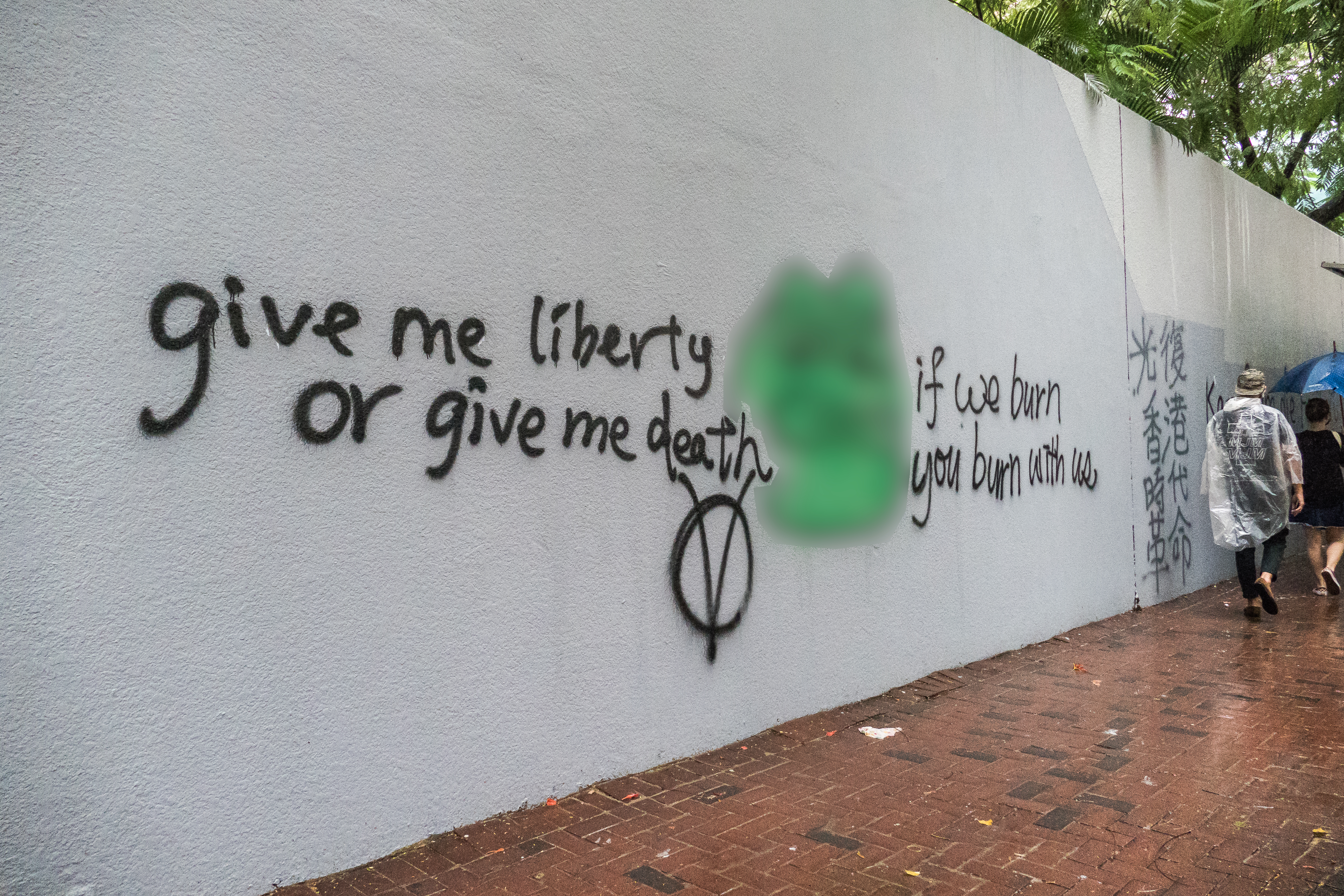
Pepe the Frog divenne un simbolo di resistenza durante le proteste. "Dammi la libertà o dammi la morte!" allude al discorso di Patrick Henry a sostegno della Rivoluzione americana

Le proteste di Hong Kong del 2019 sono state in gran parte descritte come "senza guida". Nessun gruppo o partito politico ha rivendicato la guida sul movimento. Hanno svolto principalmente un ruolo di supporto, come la richiesta di non obiezione da parte della polizia o la mediazione di conflitti tra manifestanti e agenti di polizia. I manifestanti hanno comunemente usato LIHKG, un forum online simile a Reddit, Telegram, un servizio di messaggistica crittografata opzionalmente end-to-end simile a Whatsapp, per comunicare e condividere idee per proteste e prendere decisioni collettive. A differenza delle precedenti proteste, le proteste del 2019 sono state diversificate in oltre 20 diversi quartieri in tutta l'isola di Hong Kong, Kowloon e i Nuovi Territori.
Esistono principalmente due gruppi di manifestanti, vale a dire il "pacifico, razionale e non violento" (和理非S) e il gruppo dei "combattenti" (勇武S) Tuttavia, nonostante la differenza nei metodi, entrambi i gruppi si sono astenuti dal denunciare o criticare l'altro. Il principio era la prassi del "non dividere" (不割席S), che mirava a promuovere il rispetto reciproco per opinioni diverse all'interno dello stesso movimento di protesta. Mentre Carrie Lam chiamava il pubblico a condannare e tagliare i legami con i manifestanti violenti, il movimento è stato in grado di mantenere il sostegno pubblico nonostante la violenza, con il 59% degli intervistati che concordava sul fatto che era comprensibile per i manifestanti intensificare le proprie azioni come dimostrazioni pacifiche su larga scala, secondo i monitoraggi dell'Università cinese di Hong Kong effettuati ad ottobre 2019. Alcuni manifestanti moderati hanno anche sostenuto i manifestanti violenti fornendo rifornimenti e prestando servizio come autisti volontari.

### Gruppo moderato
Il gruppo pacifico organizzò raduni di massa, cantò slogan e cantò l'inno di protesta durante le marce e dal loro appartamento di notte, unendosi alle riunioni religiose, e cantando inni, tra cui un canto creato apposta, noto come Glory to Hong Kong. Alcuni di loro si sono offerti volontari come medici, hanno dato avvio a scioperi della fame, formato catene umane, iniziato campagne di petizioni, organizzato scioperi generali, lanciato boicottaggi contro negozi e organizzazioni a favore di Pechino, creato arti di protesta e opere derivate deridendo la polizia e il governo, e ha istituito il muro di Lennon in vari distretti e quartieri di Hong Kong. I manifestanti hanno anche istituito fondi per aiutare le persone che necessitassero di assistenza medica o legale a causa delle proteste, creato negozi pop-up che vendevano gadget di protesta a basso costo per giovani attivisti, e svilupparono un'app mobile per monitorare la presenza della polizia.
Per aumentare la consapevolezza delle loro richieste, alcuni manifestanti hanno anche raccolto fondi per pubblicare annunci pubblicitari sui principali quotidiani internazionali e hanno sventolato le bandiere nazionali di altri paesi, come la Star Spangled Banner degli Stati Uniti per chiedere il loro sostegno. Sono state tenute conferenze stampa dei cittadini per trasmettere al pubblico le prospettive dei manifestanti e contrastare le conferenze della polizia e del governo. I manifestanti hanno anche tentato di informare i turisti sulle proteste di Hong Kong organizzando sit-in presso l'aeroporto internazionale di Hong Kong e utilizzando la funzione AirDrop dei dispositivi Apple per trasmettere informazioni sulla legge antiestradizione al pubblico e ai turisti della terraferma. Pepe the Frog è stato ampiamente utilizzato come simbolo di resistenza, e la campagna #Eye4HK, che ha mostrato solidarietà per una donna il cui occhio è stato sparato dalla polizia, ciò ha guadagnato notorietà in tutto il mondo. La statua di Lady Liberty Hong Kong è stata anche oggetto di finanziamento collettivo da parte dei cittadini per commemorare le proteste.

### Gruppo radicale

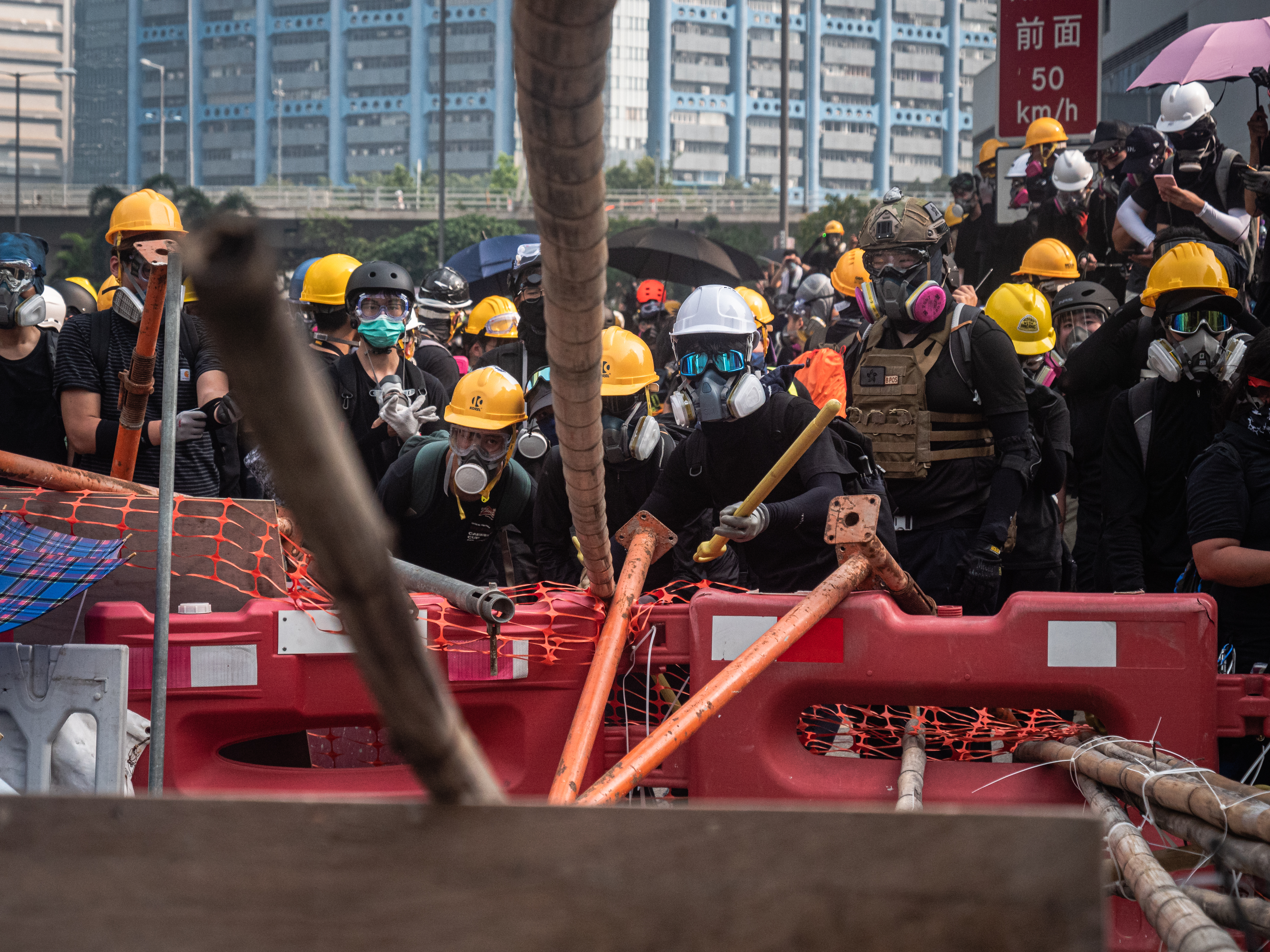
I manifestanti hanno adottato il metodo dei black bloc e indossavano elmetti e respiratori per proteggersi

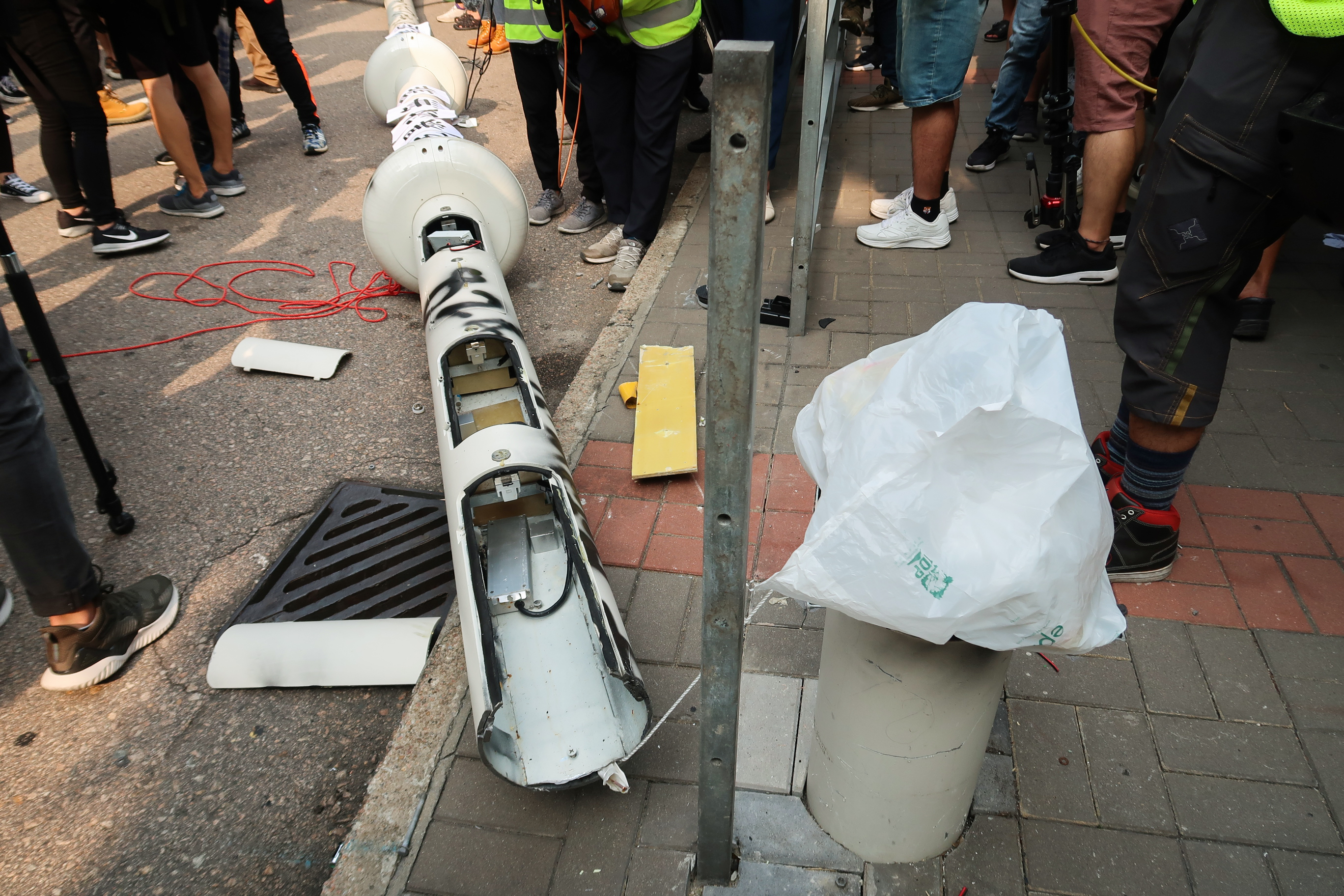
Un lampione di sorveglianza distrutto dai manifestanti il 24 agosto

I manifestanti radicali hanno sostenuto la strategia "be water", che ha avuto origine dalla filosofia di Bruce Lee. I manifestanti si sono spesso spostati in modo mobile e agile, in modo che la polizia trovasse più difficile rispondere. I manifestanti si ritiravano spesso quando arrivava la polizia, anche se sarebbero riemersi altrove. Inoltre, i manifestanti hanno adottato il metodo del black bloc. Indossavano per lo più maschere nere per difendere le loro identità e successivamente hanno indossato caschi e respiratori per proteggersi ulteriormente. Inoltre, i manifestanti hanno usato i puntatori laser per distrarre gli agenti di polizia, spruzzato vernice sulle telecamere di sorveglianza e ombrelli spiegati per proteggere e nascondere le identità del gruppo in azione.
A partire da agosto, i manifestanti hanno intensificato il loro uso della violenza. I manifestanti hanno affrontato la polizia lanciando mattoni, bombe molotov e liquidi corrosivi contro la polizia. La polizia ha anche accusato i manifestanti di aver utilizzato un sospetto dispositivo esplosivo. A seguito di scontri, ci sono state diverse segnalazioni di poliziotti feriti e di aggressioni di ufficiali durante le proteste, con un ufficiale ferito al collo con un taglierino. I manifestanti hanno anche occasionalmente diretto la violenza verso presunti ufficiali sotto copertura come agenti-provocatori (捉鬼S L'attacco al giornalista Fu Guohao, sospettato di essere un agente della terraferma dai manifestanti all'aeroporto il 13 agosto, è stato descritto come una "battuta d'arresto" nel mantenimento del sostegno pubblico.
Il 60% dei negozi Best Mart 360 è stato vandalizzato dopo essere stato accusato di avere legami con "bande Fujian" che si sono scontrate con i manifestanti. La società ha negato l'accusa. Le corporazioni ritenute pro-Pechino come Maxim's Caterers, le società della Cina continentale come Bank of China, i negozi impegnati in scambi paralleli, sono state anch'esse vandalizzate o verniciate a spruzzo. I manifestanti hanno anche diretto la violenza sui simboli del governo prendendo d'assalto il Complesso del Consiglio legislativo, vandalizzando i palazzi covernativi, gli uffici dei legislatori pro-Pechino e deturpando i simboli che rappresentano la Repubblica Popolare Cinese. Un gran numero di stazioni MTR sono state vandalizzate e incendiate volontariamente. La MTR è diventata un bersaglio di atti di vandalismo da parte dei manifestanti dopo aver chiuso quattro stazioni davanti a una protesta legale autorizzata dopo essere stata sotto pressione dai media cinesi. I manifestanti hanno anche interrotto il traffico istituendo blocchi stradali, danneggiando i semafori, e sgonfiando le gomme degli autobus.
Il governo, la polizia e i media gestiti dallo stato hanno spesso etichettato il gruppo radicale di manifestanti come "rivoltosi mascherati", mentre il The Guardian ha osservato che "c'è stato poco del fracasso e del saccheggio che caratterizza la maggior parte delle rivolte", citando una dichiarazione di un accademico della Education University di Hong Kong, secondo cui il vandalismo dei manifestanti si concentrava su quelli che percepivano come bersagli che incarnavano "l'ingiustizia". Da allora i manifestanti si sono scusati per aver vandalizzato accidentalmente i negozi "innocenti".

## Scontri online
Doxing e cyberbullismo sono una tattica usata da sostenitori e oppositori delle proteste. Alcuni manifestanti hanno denunciato e violentato alcuni agenti di polizia e le loro famiglie e caricato le loro informazioni personali online. All'inizio di luglio, si stima che i dati personali di 1 000 agenti di polizia siano trapelati online e 9 persone siano arrestate per questo motivo. Gli ufficiali interessati, i loro amici e le loro famiglie sono stati soggetti a minacce di morte e intimidazioni. Alla fine di luglio, il legislatore pro-Pechino, Junius Ho, è stato vittima di un doxxing, dopo che la tomba dei suoi genitori era stata profanata dai manifestanti.
Da allora la polizia di Hong Kong ha ottenuto un'ingiunzione del tribunale che vieta a chiunque di condividere qualsiasi informazione personale degli agenti di polizia e delle loro famiglie. Alcuni manifestanti che hanno scoperto che le loro informazioni personali e le loro foto circolavano sui circoli pro-Pechino su Facebook e su altre piattaforme di social media dopo che erano stati fermati e perquisiti dalla polizia, sospettavano che le foto trapelate fossero state scattate durante le fermate e le ricerche. In una risposta, la polizia ha dichiarato di avere procedure per garantire che i propri membri rispettino le leggi sulla privacy. HK Leaks, un sito web anonimo con sede in Russia e promosso da gruppi collegati al Partito Comunista Cinese, ha condannato circa 200 persone di sostenere le proteste. Un reporter di Apple Daily è stato preso di mira con molestie sessuali attraverso "centinaia di chiamate minacciose". Secondo l'Ufficio del Commissario per la privacy dei dati personali, al 30 agosto 2019, al 30 agosto 2019, la percentuale di casi di doxxing che coinvolgevano gli agenti di polizia comprendeva il 59% di tutti i casi di doxxing segnalati e scoperti, mentre il restante 41% riguardava altre persone come manifestanti, coloro che hanno opinioni politiche diverse, cittadini e familiari. La percentuale di casi che coinvolgono agenti non di polizia è aumentata dal 28% due giorni prima.

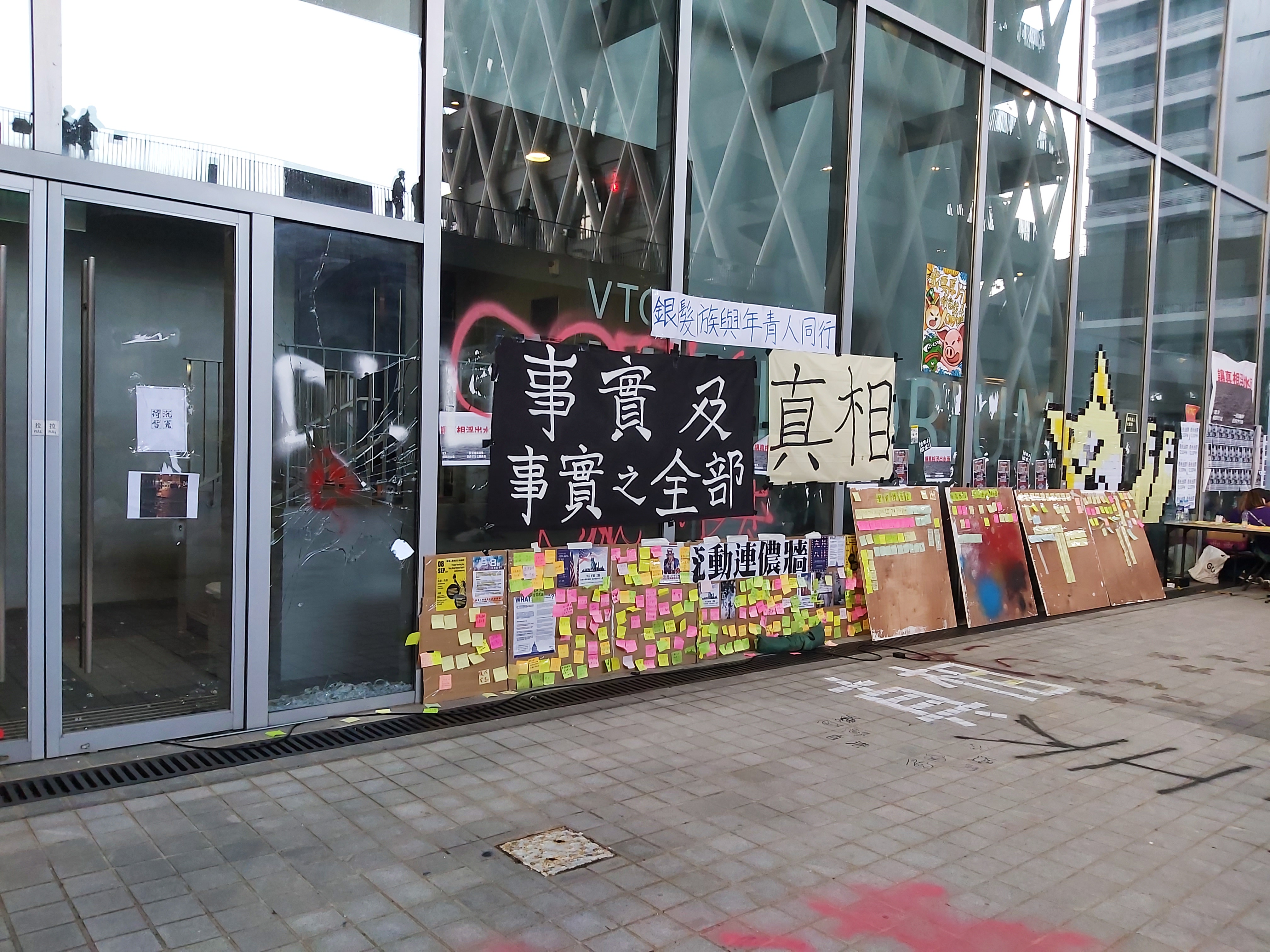
Un Muro di John Lennon all'Hong Kong Design Institute (HKDI). HKDI era la scuola frequentata da Chan Yin-lam prima della sua morte a settembre.

Entrambe le parti delle proteste hanno diffuso voci non verificate e disinformazione, il che ha causato reazioni e polarizzazione accresciute tra il pubblico. In seguito all'incidente della stazione di Prince Edward, i manifestanti democratici hanno deposto fiori bianchi fuori dall'uscita della stazione per piangere l'accaduto per settimane, per alimentare false voci circolate su Internet sostenendo che la polizia aveva picchiato a morte le persone durante l'operazione. La polizia, i vigili del fuoco, l'autorità ospedaliera e il governo hanno negato tutte le accuse. La morte di Chan Yin-lam, una ragazza di 15 anni che la polizia sospettava si fosse suicidata, è stata oggetto di una teoria del complotto secondo la quale il governo l'ha assassinata per aver partecipato alle proteste e ne ha nascosto la morte. Ciò ha portato sua madre a rilasciare un'intervista per confermare che aveva precedentemente avuto problemi di salute mentale e si era suicidata. Voci che suggeriscono che i membri della banda avrebbero lanciato un altro attacco il giorno successivo all'attacco del 21 luglio hanno lasciato Yuen Long come "città fantasma" per un giorno. I campi pro-Pechino diffondono voci secondo le quali donne manifestanti offrivano "sesso libero" alle loro controparti maschili. La polizia è stata anche accusata di mentire al pubblico da diversi organi di informazione e pubblici ministeri. Secondo l'Australian Strategic Policy Institute (ASPI), la diffusione di disinformazione di Hong Kong è stata il risultato della profonda sfiducia reciproca tra i due campi e che, man mano che le proteste aumentano, le convinzioni esistenti si galvanizzano, facendo sì che le persone diventino più inclini a condividere notizie non verificate.
Il 19 agosto, sia Twitter che Facebook hanno annunciato di aver scoperto quelle che hanno descritto come campagne di disinformazione su larga scala che operano sui loro social network e Facebook ha scoperto che quei post avevano immagini alterate e portate fuori contesto, spesso con didascalie intese a diffamare e screditare i manifestanti. Secondo le indagini di Facebook, Twitter e YouTube, alcuni degli attentati erano operazioni coordinate e sostenute dallo stato che venivano fatte risalire al governo cinese. Un rapporto dell'ASPI ha scoperto che la campagna di disinformazione promuoveva tre principali narrazioni: condanna dei manifestanti, sostegno alla polizia di Hong Kong e "teorie del complotto sul coinvolgimento occidentale nelle proteste". Da allora, Google, Facebook e Twitter hanno vietato questi account.
Dopo che i video sono stati banditi su YouTube, alcuni dei commentatori online cinesi hanno invece caricato i loro video tramite piattaforme come Pornhub. I media statali come China Daily hanno diffuso notizie false suggerendo che i manifestanti avrebbero compiuto un attentato terroristico l'11 settembre. A settembre, l'Associazione dei giornalisti di Hong Kong, la Federazione internazionale dei giornalisti e il Center for Law and Democracy hanno rilasciato una dichiarazione congiunta che sollecitava le piattaforme chiave dei social media a prendere provvedimenti per fermare la campagna di disinformazione orchestrata dal governo cinese per interrompere le proteste.
La Cina ha lanciato numerosi tentativi di attacchi informatici contro Telegram e LIHKG, le piattaforme chiave dei manifestanti per le comunicazioni online, ed entrambe hanno subito diversi attacchi DDoS (Distributed Denial of Service) durante i momenti chiave delle proteste. Pavel Durov, il fondatore di Telegram, ha definito l'attacco un "DDoS statale" e ha affermato che gli attacchi erano stati orchestrati da indirizzi IP cinesi. Gli attacchi DDoS coincidevano con la protesta del 12 giugno. Moderatori anonimi di LIHKG hanno anche suggerito che l'attacco DDoS del 31 agosto, che era la data di una protesta di massa, è stato lanciato da siti Web cinesi tra cui Baidu Tieba.

## Accuse di cattiva condotta della polizia

Un camion di cannoni ad acqua che spara liquido blu contro i manifestanti

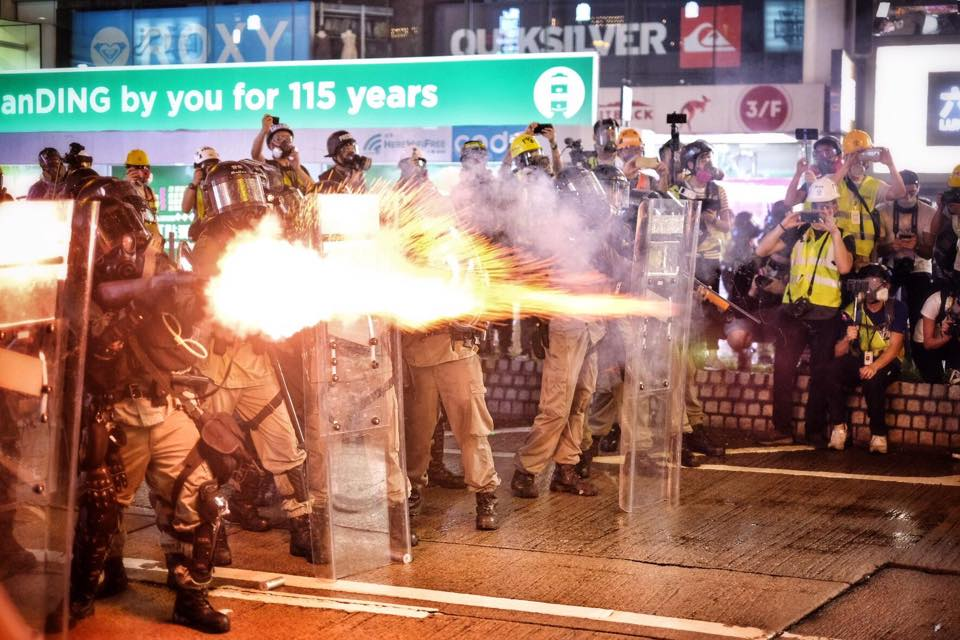
Un agente di polizia mentre lancia bombole di gas lacrimogene. 31 agosto.

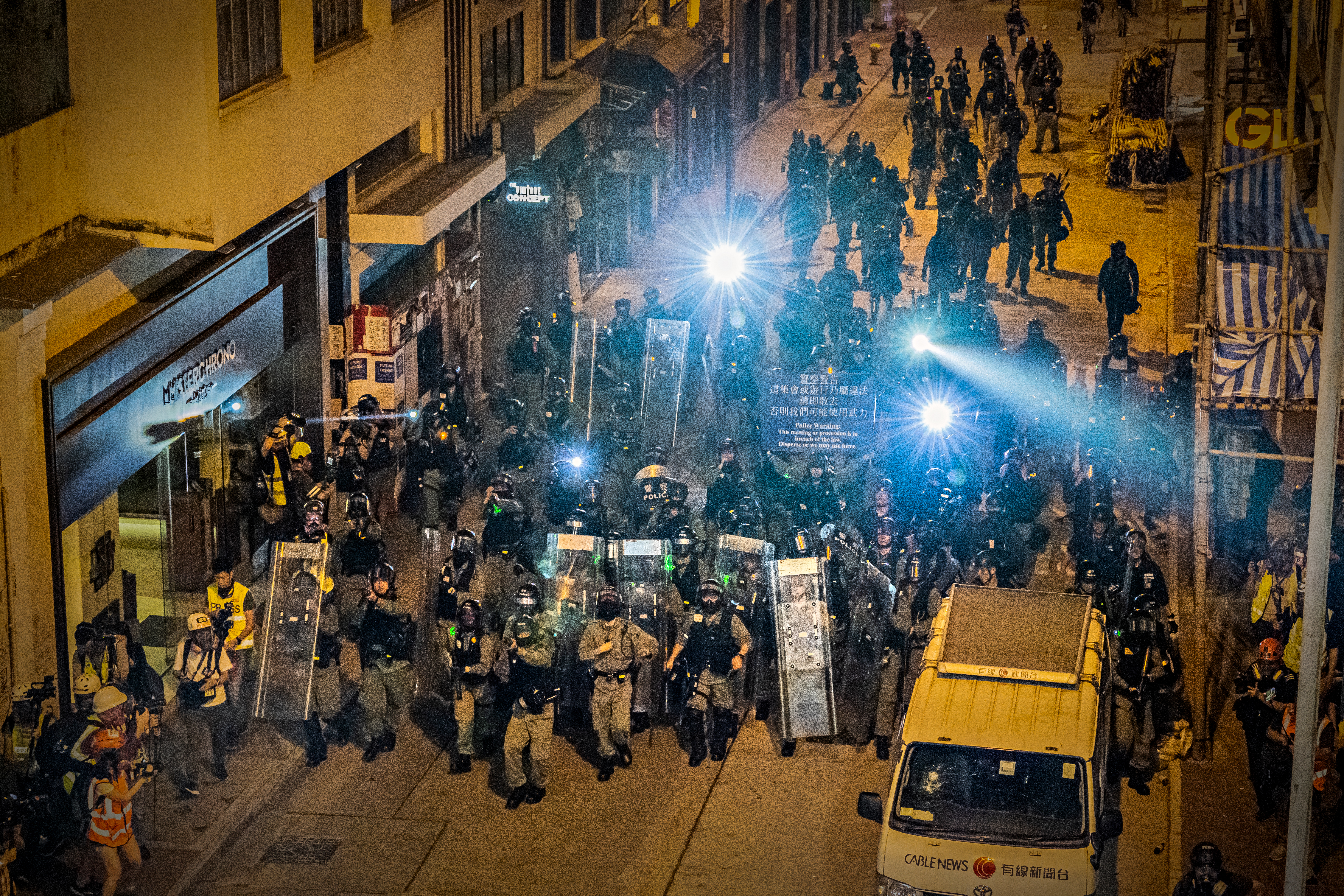
La polizia vicino a Lan Kwai Fong il 31 ottobre. La polizia è stata accusata di aver impedito ai giornalisti di scattare fotografie illuminandoli con le torce.

La polizia di Hong Kong è stata accusata di usare una forza eccessiva e sproporzionata e di non seguire le linee guida di sicurezza internazionali durante l'uso delle sue armi. Secondo Amnesty International, la polizia ha mirato in orizzontale, colpendo le teste e il torace dei manifestanti. L'uso di proiettili di fagioli e proiettili di gomma ha presumibilmente rotto gli occhi di numerosi manifestanti e di un giornalista indonesiano. Si è scoperto che la polizia stava usando il gas lacrimogeno come arma offensiva, sparando al chiuso all'interno di una stazione ferroviaria e usando gas lacrimogeni scaduti, che potrebbero rilasciare gas tossici durante la combustione. L'uso di gas lacrimogeni ha suscitato preoccupazioni per la salute pubblica in quanto circa 10 000 volley di gas sono stati lanciati da giugno 2019. Sono stati trovati residui chimici in diverse strutture pubbliche in vari quartieri e ad un giornalista è stato diagnosticato un cloracne a seguito di una prolungata esposizione ai gas lacrimogeni ma il governo ha rifiutato di rivelare la composizione chimica del gas, citando "preoccupazioni operative". Diverse operazioni di polizia, in particolare nella stazione Prince Edward, dove la Special Tactical Squad (STS) ha aggredito i pendolari su un treno, si ritiene che abbiano ignorato la sicurezza pubblica da manifestanti e democratici. La polizia è stata accusata di usare una forza sproporzionata dopo che un ufficiale ha sparato a due giovani manifestanti con munizioni vere a Tsuen Wan e Sai Wan Ho, rispettivamente il 1º ottobre e l'11 novembre.
Un ufficiale fuori servizio ha anche sparato e ferito accidentalmente un ragazzo quindicenne Yuen Long il 4 ottobre quando è stato aggredito da manifestanti che lo hanno accusato di aver urtato persone con la sua auto.
La tattica del kettling dei manifestanti, le operazioni all'interno di aree private, l'impiego di ufficiali sotto copertura, il lancio di palline di pepe contro i manifestanti a distanza ravvicinata, le sospette manomissioni di prove, la tintura della moschea di Kowloon, protezione insufficiente per i cani poliziotti, accesso alla cartella clinica dei pazienti senza consenso, e come la polizia ha mostrato i loro segnali di avvertimento sono stati fonte di controversie. Alcuni agenti di polizia indossavano maschere per il viso, non indossavano uniformi con numeri di identificazione o non mostravano i loro tesserini, rendendo difficile per i cittadini presentare un reclamo. La polizia è stata anche accusata di aver bloccato la stazione Prince Edward, impedendo così al personale medico di curare i feriti all'interno, e di ostacolare i paramedici dall'aiutare Alex Chow Tsz-Lok, ritardando così il trattamento, un'accusa che la polizia ha negato. La polizia è stata anche accusata di guidare pericolosamente. Un agente di polizia è stato sospeso dopo aver colpito un manifestante e averlo trascinato l'11 novembre con una motocicletta, mentre un furgone della polizia ha improvvisamente accelerato in una folla di manifestanti, provocando una fuga mentre gli ufficiali STS uscivano dal van inseguendo i manifestanti a Yau Ma Tei il 18 novembre. La polizia ha difeso le azioni come una risposta appropriata da parte di ufficiali ben addestrati agli attacchi dei manifestanti e che "guidare veloce non significa che non sia sicuro".
Sono stati anche accusati di usare una forza eccessiva su arrestati già sottomessi e conformi, e criticati per aver usato uno di loro come scudo umano. Amnesty International ha dichiarato che la polizia ha usato la "violenza di ritorsione" contro i manifestanti e maltrattato e torturato alcuni dei detenuti. Sono stati anche accusati di usare violenza sessuale su donne manifestanti. Una donna ha affermato che una banda di poliziotti antisommossa l'ha violentata nella stazione di polizia di Tsuen Wan, mentre la polizia ha riferito che le loro indagini non corrispondevano con le sue accuse. Alcuni detenuti hanno riferito che la polizia ha negato loro l'accesso agli avvocati. Si ritiene che molte di queste accuse siano avvenute nel Centro di detenzione di San Uk Ling.
La polizia è stata accusata di interferire con la libertà di stampa e di ferire i giornalisti durante varie proteste. La polizia è stata anche accusata di diffondere un clima di paura conducendo arresti ospedalieri, arrestando arbitrariamente persone, vietando richieste di manifestazioni, e arrestando attivisti e legislatori di alto rango. Alcuni astanti coinvolti nelle proteste sono stati picchiati o presi a calci dagli ufficiali. La loro inazione durante l'assalto al Complesso del Consiglio legislativo fu divisiva. La loro lenta risposta alla Yuen Long suscitò accuse. Gli avvocati hanno sottolineato che l'inazione della polizia, come chiudere i cancelli delle vicine stazioni di polizia durante gli attacchi di Yuen Long potrebbe essere un'accusa di cattiva condotta negli uffici pubblici, mentre l'IPCC ha riferito che l'ostruzione della hotline di emergenza durante l'attacco era anche una critica molto comune nell'opinione pubblica. La polizia è stata anche accusata di sostenere un "doppio standard", mostrando clemenza nei confronti di manifestanti violenti. La polizia ha negato tutte queste accuse.
Alcuni ufficiali in uniforme hanno usato un linguaggio volgare per molestare e umiliare manifestanti e giornalisti, e alcuni ufficiali sono stati accusati di provocare i manifestanti. L'associazione degli ufficiali di polizia junior ha anche usato il controverso termine "scarafaggi" per descrivere il sottoinsieme radicale di manifestanti. Un ufficiale di polizia è stato rimproverato dalla Forza per aver gridato ai manifestanti che avrebbe fatto del "pop champagne" sui manifestanti e celebrato la morte di Chow Tsz-lok. La descrizione della polizia di un uomo che indossava un giubbotto giallo preso a calci da un ufficiale come un "oggetto giallo" è stata ampiamente criticata.
L'Independent Police Reclaints Council (IPCC) ha avviato indagini sulle cattive condotte della polizia nelle proteste, sebbene i manifestanti chiedano invece una commissione d'inchiesta indipendente, poiché i membri dell'IPCC sono principalmente a favore dell'istituzione e all'IPCC manca il potere di investigare, dare giudizi definitivi e distribuire penalità. Carrie Lam ha respinto questa richiesta e ha insistito sul fatto che l'IPCC è stato in grado di adempiere al compito. L'8 novembre, un gruppo di esperti indipendenti nominato da Lam per avvisare l'IPCC ha concluso che il cane da guardia della polizia mancava dei "poteri, capacità e capacità investigativa indipendente necessarie "per adempiere al suo ruolo di gruppo di controllo della polizia data l'attuale situazione di protesta".

## Reazioni

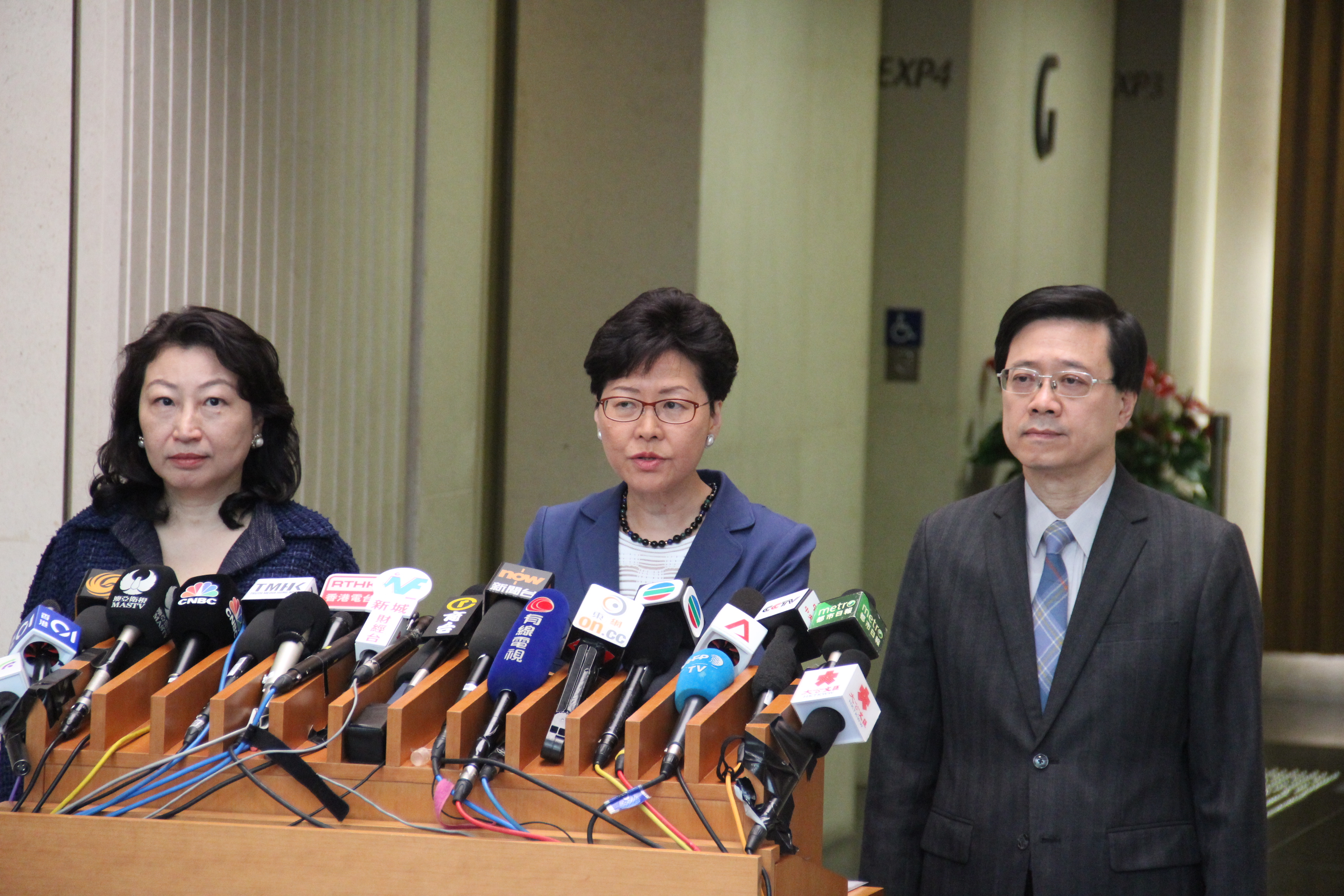
Il capo dell'esecutivo (governatrice) Carrie Lam alla conferenza stampa con il segretario alla giustizia Teresa Cheng e il segretario alla sicurezza John Lee un giorno dopo la massiccia protesta del 10 giugno.

### Governo di Hong Kong
Carrie Lam ha continuato a chiedere la seconda lettura del disegno di legge nonostante la protesta di massa contro l'estradizione avesse attirato più di un milione di persone (secondo gli organizzatori) che affermavano che il governo era "obbligato" a modificare la legge. A seguito del conflitto del 12 giugno, sia il commissario di polizia Stephen Lo che Lam hanno definito il conflitto una "rivolta". La polizia ha poi ritirato la richiesta, affermando che tra i manifestanti, solo cinque di loro si erano ribellati. Da allora i manifestanti hanno chiesto al governo di ritrattare completamente la caratterizzazione antisommossa. L'analogia di Lam con il popolo di Hong Kong ha suscitato critiche dopo la violenta repressione del 12 giugno.
Lam annunciò la sospensione del disegno di legge il 15 giugno e si scusò ufficialmente con il pubblico il 18 giugno due giorni dopo un'altra manifestazione massiccia. All'inizio di luglio, Lam ribadì che il disegno di legge era "morto" e che tutti gli sforzi per modificare la legge erano cessati, sebbene il suo uso del linguaggio fosse ritenuto ambiguo. Durante i mesi di luglio e agosto, il governo ha insistito sul fatto che non avrebbe fatto alcuna concessione e che Lam poteva ancora guidare il governo nonostante i manifestanti le chiedessero di dimettersi. Per la richiesta di istituire una commissione indipendente per indagare sui comportamenti illeciti della polizia, ha insistito sul fatto che l'attuale meccanismo, il Consiglio indipendente per i reclami della polizia (IPCC) sia sufficiente.
Dopo aver condannato i manifestanti per aver preso d'assalto la legislatura il 1º luglio per il loro "uso della violenza estrema" e aver deturpato l'emblema nazionale durante la protesta del 21 luglio, Lam ha suggerito all'inizio di agosto che le proteste si erano deragliate dai loro scopi originali e che il loro obiettivo era sfidare la sovranità cinese e danneggiare "un Paese, due sistemi". Ha suggerito che i manifestanti radicali stavano trascinando Hong Kong verso un "punto di non ritorno" e che non avevano "alcun interesse nella società", un'osservazione che ha ricevuto critiche da alcuni funzionari pubblici.
A seguito di una manifestazione del 18 agosto a cui hanno partecipato oltre 1,7 milioni di persone, Lam ha annunciato che avrebbe creato piattaforme per il dialogo. Il 4 settembre, Lam ha annunciato che avrebbe ritirato formalmente il disegno di legge sulle estradizioni, introdotto misure quali l'introduzione di nuovi membri all'IPCC, il dialogo a livello comunitario e l'invito agli accademici a valutare i problemi radicati di Hong Kong. Tuttavia, manifestanti e democratici avevano precedentemente affermato che tutte e cinque le richieste fondamentali dovevano essere soddisfatte. La sua concessione fu descritta come "troppo poco, troppo tardi", poiché i conflitti non si sarebbero intensificati se avesse ritirato la legge durante la fase iniziale della protesta. La prima sessione di dialogo si è tenuta il 26 settembre. Tuttavia, i critici hanno dubitato della capacità di Lam di risolvere il problema in queste sessioni di dialogo poiché un inviato cinese ha precedentemente affermato che il governo della Regione Amministrativa Speciale di Hong Kong non avrebbe fatto più concessioni.
Il 5 ottobre, dopo quella che Lam ha definito "violenza estrema" in atto, è stata emanata una legge di emergenza per vietare le maschere facciali a Hong Kong - senza dichiarare uno stato di emergenza - che ha suscitato critiche da varie organizzazioni per i diritti umani. Gli analisti politici hanno avvertito che invocare la legge di emergenza sia l'inizio dell'autoritarismo a Hong Kong. I democratici hanno presentato un riesame giudiziario per contestare la decisione di Carrie Lam e l'Alta corte di giustizia di Hong Kong ha dichiarato che il divieto di mascheramento era incostituzionale.
Il Dipartimento di giustizia ha richiesto e ottenuto un'ingiunzione contro il danneggiamento dei quartieri dei servizi disciplinati, e un ordine del tribunale temporaneo che vietava al pubblico di molestare gli agenti di polizia o di pubblicare le loro informazioni personali online. Il divieto era stato criticato per la possibilità di produrre cattivo effetto sulla libertà di parola.

### Reazioni locali

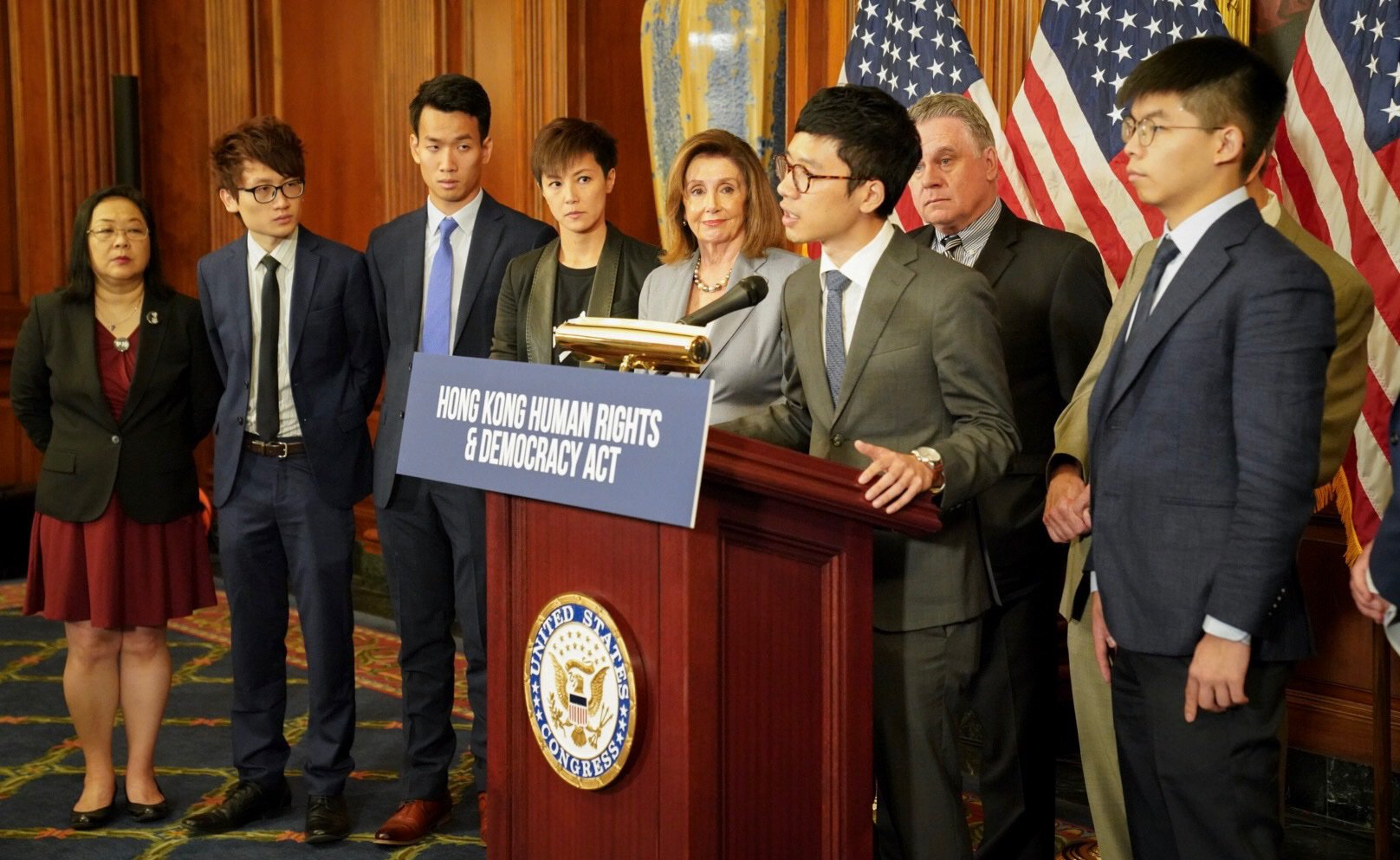
Attivisti tra cui Joshua Wong e Nathan Law hanno incontrato la presidente della Camera dei rappresentanti, Nancy Pelosi e il rappresentante Chris Smith al Congresso degli Stati Uniti.

Il campo pro-Pechino ha sostenuto il governo nel promuovere il disegno di legge, anche se hanno cambiato idea quando la legge è stata ritirata dal governo. Hanno condannato l'uso della violenza da parte dei manifestanti, inclusa quella nel complesso LegCo e l'uso di bombe molotov e liquidi non identificati contro la polizia. Hanno mantenuto il loro sostegno alla forza di polizia di Hong Kong e hanno organizzato varie contro-manifestazioni per sostenere la polizia. Il 17 agosto, a Tamar Park, si è svolta una manifestazione pro-governo organizzata dalla Safeguard Hong Kong Alliance. Starry Lee, presidente della Democratic Alliance for the Improvement and Progress of Hong Kong (DAB), non era d'accordo con l'istituzione di una commissione indipendente per indagare sul comportamento della polizia poiché riteneva che avrebbe "smorzato la loro morale". Felix Chung, un legislatore del Partito liberale, ha sostenuto il ritiro del disegno di legge, anche se ha ritenuto che dovesse essere istituita una commissione indipendente per indagare sull'intero incidente. Alcuni legislatori, tra cui Alice Mak della HKFTU, si dice che abbiano sfogato la loro rabbia nei confronti di Lam in quanto la sua decisione di sospendere il disegno di legge potrebbe danneggiare le loro possibilità nelle prossime elezioni. I membri del Consiglio dell'esecutivo, Ip Kwok-him e Regina Ip hanno affermato che dietro le proteste c'era una sola "mente guidante", ma non hanno saputo fornire prove sostanziali a sostegno delle loro affermazioni.
Molti legislatori del campo democratico, come Ted Hui e Roy Kwong, hanno assistito i manifestanti in vari scenari. In risposta all'escalation delle proteste osservate a metà agosto all'aeroporto, il convocatore dei legislatori filo-democratici, Claudia Mo, mentre non era d'accordo con le azioni di alcuni manifestanti, affermò che il suo gruppo di legislatori non si sarebbe diviso con i manifestanti. Fernando Cheungavvertì che Hong Kong stava lentamente diventando uno "stato di polizia" con la crescente violenza usata dalla polizia. I democratici hanno anche criticato gli arresti di diversi legislatori prima della protesta del 31 agosto, affermando che tali arresti erano un tentativo della polizia di reprimere il movimento e hanno condannato la violenza diretta contro i propri organizzatori, legislatori e candidati alle elezioni. Ex dirigenti del governo, tra cui Anson Chan, ex segretario capo dell'amministrazione, hanno inviato diverse lettere aperte a Carrie Lam, esortandola a rispondere alle cinque richieste fondamentali sollevate dai manifestanti. Anche Joshua Wong, Denise Ho e molti altri democratici hanno fornito testimonianze durante l'udienza del Congresso degli Stati Uniti per la legge sui diritti umani e la democrazia di Hong Kong.
17 membri della Real Estate Developers Association di Hong Kong e della Camera di commercio generale cinese hanno rilasciato dichiarazioni che condannano le crescenti proteste dovute all'instabilità che ha portato all'economia e alla comunità degli affari della città ad agosto. Abraham Shek, legislatore che rappresenta la circoscrizione immobiliare e delle costruzioni, ha sostenuto la formazione di una commissione indipendente e che il problema non può essere risolto risolvendo problemi economici. Il magnate Li Ka-shing pubblicò un annuncio di due pagine sui giornali, esortando la gente a "fermare la rabbia e la violenza in nome dell'amore" e citando un poema cinese: "Il melone di Huangtai non può più sopportare la raccolta".

### Reazioni della Cina continentale
Il governo cinese ha espresso la sua opposizione alle proteste, adottando misure contro le proteste e i loro sostenitori. Le proteste sono state descritte dal governo e dai media cinesi come rivolte separatiste. Pechino ha accusato il movimento di mostrare "caratteristiche delle rivoluzioni colorate" e "segni di terrorismo". Il governo di Pechino e i media statali hanno accusato le forze straniere di interferire con gli affari interni e di sostenere i manifestanti. Queste accuse sono state criticate da coloro che sono stati incolpati, e la CNN ha osservato che la Cina ha spesso nel passato incolpato le forze straniere di aver causato disordini interni. Il 22 ottobre, a seguito di simili proteste e violenze in Catalogna e Cile, il governo cinese ha accusato i media occidentali di ipocrisia per non aver fornito copertura e sostegno simili a tali proteste.
I media statali hanno fatto pressioni su varie società, tra cui l'operatore ferroviario MTR Corporation, la compagnia aerea Cathay Pacific e le grandi società di contabilità per adottare un approccio rigoroso contro i dipendenti che hanno preso parte alle proteste. Cathay Pacific ha assistito a un enorme rimpasto manageriale e ha iniziato a licenziare dipendenti pro-democratici dopo che l'Amministrazione dell'aviazione civile della Cina aveva minacciato di bloccare l'accesso di Cathay allo spazio aereo cinese, mentre l'MTR ha iniziato a chiudere le stazioni e terminare il servizio presto dopo essere stato criticato per il trasporto dei manifestanti.
I media cinesi hanno in gran parte ignorato le proteste fino al 17 aprile. Le proteste sono state per lo più censurate dai social media della Cina continentale, come Sina Weibo. Il 19 agosto, sia Twitter che Facebook hanno annunciato di aver scoperto quelle che descrivevano come campagne di disinformazione su larga scala che operavano sui loro social network e Facebook ha scoperto che quei post avevano immagini alterate e portate fuori dal contesto, spesso con didascalie intese a diffamare e screditare i manifestanti. Secondo le indagini di Facebook, Twitter e YouTube, alcuni degli attacchi erano operazioni coordinate e sostenute dallo stato che venivano fatte risalire al governo cinese. Un rapporto dell'Australian Strategic Policy Institute ha scoperto che la campagna di disinformazione promuoveva tre narrazioni principali: condanna dei manifestanti, sostegno alla polizia di Hong Kong e "teorie del complotto sul coinvolgimento occidentale nelle proteste". Da allora, Google, Facebook e Twitter hanno vietato questi account.
Gli inviati stranieri hanno riferito che l'Esercito popolare di liberazione (PLA) ha raddoppiato il numero di truppe di stanza vicino al confine tra Hong Kong e Shenzhen. L'esercito stesso ha anche filmato e caricato un video di un'esercitazione antisommossa a Shenzhen, che il Time ha considerato un "avvertimento velato per Hong Kong". Il 6 ottobre, il PLA ha emesso il suo primo avvertimento per i manifestanti, utilizzando luci laser all'esterno della guarnigione del PLA a Kowloon Tong.

### Reazioni internazionali

Mappa che mostra i paesi sostenitori delle proteste di Hong Kong del 2019:
Paesi che supportano le proteste
Paesi che condannano le proteste
Paesi neutrali
Cina, Hong Kong e Macao

A seguito delle proteste, molte nazioni hanno emesso avvisi di viaggio per Hong Kong. Manifestazioni in reazione alle proteste, solitamente a sostegno dei manifestanti, hanno avuto luogo in luoghi in tutto il mondo, come Los Angeles, Berlino, Milano, Roma, Torino, Canberra, Francoforte, Melbourne, Londra, New York City, Seul, San Francisco, Delhi, Sydney, Taipei, Tokyo, Montréal, Toronto, Vilnius e Vancouver. I raduni di solidarietà tenuti da studenti internazionali di Hong Kong che studiano all'estero nelle università d'oltremare sono stati spesso interrotti dai sostenitori della Cina continentale. Dopo la morte di Chow Tsz-lok, a Londra, la segretaria alla giustizia Teresa Cheng è stata disturbata e spinta dai sostenitori delle proteste, che l'hanno definita "assassina", mentre stava entrando in Bloomsbury Square per tenere una conferenza. Cadde a terra e si ferì un braccio. Alcuni manifestanti nelle contestate proteste catalane del 2019 hanno tratto ispirazione e solidarietà dalle proteste di Hong Kong.
La Camera dei rappresentanti e il Senato degli Stati Uniti hanno entrambi approvato all'unanimità la legge sui diritti umani e la democrazia di Hong Kong alla luce del disegno di legge sull'estradizione e delle proteste, con emendamenti che differiscono tra le due versioni che necessitano di una risoluzione prima di essere presentate al presidente Donald Trump per l'approvazione. Vari politici statunitensi hanno espresso disapprovazione per le decisioni aziendali relative alle proteste.
Un ex dipendente del consolato britannico di Hong Kong, Simon Cheng, ha riferito di essere stato torturato da funzionari cinesi quando è stato detenuto per 15 giorni in Cina. Secondo quanto riferito, i suoi rapitori lo hanno definito "un nemico dello stato" e "una spia britannica e un agente segreto", e lo hanno messo in un piano di tortura noto come "sedia della tigre", che ha limitato il movimento del detenuto per costringere Cheng a "confessare" che il Regno Unito avesse istigato le proteste. Le autorità cinesi lo hanno arrestato nel checkpoint di immigrazione della stazione di West Kowloon a Hong Kong dopo il suo ritorno da Shenzhen. Il Segretario di Stato per gli affari esteri e del Commonwealth Dominic Raab, ha rilasciato una dichiarazione in cui afferma di essere "oltraggiato dallo scandaloso maltrattamento" e di aver convocato l'ambasciatore cinese. La Cina, tuttavia, ha respinto la convocazione e ha convocato l'ambasciatore britannico per "esprimere la propria indignazione".